# Eugenika niemiecka
Eugenika niemiecka, zwana też higieną ras (Rassenhygiene) – ideologia stworzona w celu ochrony „czystości rasy” i odnowy biologicznej narodu niemieckiego oraz powstrzymania postępującej fizycznej i umysłowej degeneracji narodów zachodniej cywilizacji, jaką w drugiej połowie XIX stulecia dostrzegano na Zachodzie.
Pojęcie eugeniki (z języka greckiego – eu-genes – znaczy „dobrze urodzony”, „dobrego pochodzenia”, „rasowy”) powstało w starożytnej Grecji i związane było z troską o zdrowe i silne społeczeństwo, ale nazwa ta nie oznaczała konkretnego programu doskonalenia człowieka.

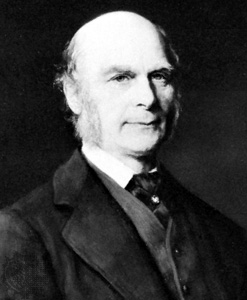
sir Francis Galton – twórca eugeniki

W czasach nowożytnych, wspierany przez Karola Darwina jego kuzyn, brytyjski arystokrata sir Francis Galton mniej więcej od roku 1865 rozpoczął badania nad opracowaniem nowej gałęzi wiedzy (sięgając po greckie pojęcie eu-genes), opartej na założeniu dziedziczenia cech charakteru i uzdolnień i nazwał ją „eugenika”. Wkrótce eugenika stała się popularna w wielu krajach Europy i świata; jako nauka była rozwijana głównie w Wielkiej Brytanii, USA, Niemczech, Francji, a nawet w krajach Dalekiego Wschodu. Eugenika zakłada możliwość doskonalenia fizycznego i umysłowego człowieka jako gatunku w drodze ulepszania materiału genetycznego.
Na terenie Niemiec eugeniczny paradygmat, eugeniczne myślenie, przejawiało się i obowiązywało właściwie wszędzie. Było obecne w akademickim nauczaniu (głównie w medycynie), w polityce (zwłaszcza w polityce społecznej), w literaturze i prasie, przeniknęło nawet do życia prywatnego. Eugenika rozwinęła się w Niemczech jeszcze pod koniec XIX wieku i natychmiast zyskała uznanie i rozgłos, wpisywała się bowiem w wielkoniemiecki szowinizm, polegający przede wszystkim na demonstrowaniu nienawiści do narodów uznawanych za wrogie – przede wszystkim Żydów i Słowian.
Myśl eugeniczna, w szczególności koncepcje rodzimej higieny ras, ukształtowały poglądy twórców ideologii nazistowskiej, a następnie determinowały w znaczącej mierze całą politykę Trzeciej Rzeszy. Adolf Hitler od początku swej działalności politycznej propagował koncepcje eugeniczne w swych licznych wystąpieniach oraz w Mein Kampf, a jako kanclerz Rzeszy także inicjował ustawodawstwo w tym zakresie, a nawet angażował się w konkretne działania.
Stworzenie ludzi doskonalszych (co było jednym z celów eugeniki), którzy mogliby stanowić awangardę Europy i docelowo – świata, miało służyć dowartościowaniu niemieckiej dumy narodowej. W grę wchodziła także perspektywa prowadzenia wojen – a więc zapotrzebowanie na ludzi (mężczyzn) silnych, zdrowych, zdolnych walczyć i wygrywać, co miało zapewnić eugeniczne potomstwo pochodzące z „hodowli” (eugenika pozytywna). Brane były również pod uwagę niebagatelne oszczędności budżetowe; liczono kwoty jakie rząd wypłacał w postaci rent i zasiłków, jakie łożył na niepotrzebne – jak utrzymywano – przytułki i szpitale dla chorych psychicznie i umysłowo, na wsparcie biednych i ułomnych, tj. tych wszystkich, którzy nie służą społeczeństwu, lecz wręcz przeciwnie, są obciążeniem. Na odbudowę państwa, na restrukturyzację, na reparacje wojenne i na prowadzenie nowych wojen potrzebne były duże pieniądze, a chorzy i ułomni stanowili pokaźne obciążenie budżetu. Chodziło w tym wypadku o zastosowanie zasad eugeniki negatywnej i zapobiegawczej.
Eugenika miała pomóc w przezwyciężaniu niekorzystnych nastrojów, kompleksów, marazmu, które pojawiły się w wyniku prowadzonych wojen. Szczególnie dotkliwe dla Niemców okazały się zniszczenia po przegranej I wojnie światowej oraz reparacje wojenne, następnie nieakceptowane przemiany polityczne i postępujący kryzys gospodarczy, pogłębiony z uwagi na reparacje wojenne. Eugenika miała stanowić instrument w konsolidowaniu społeczeństwa – obywateli niemieckich – wokół nowych idei, które w opinii społeczników i polityków dawały realną nadzieję na odnowę narodu niemieckiego.

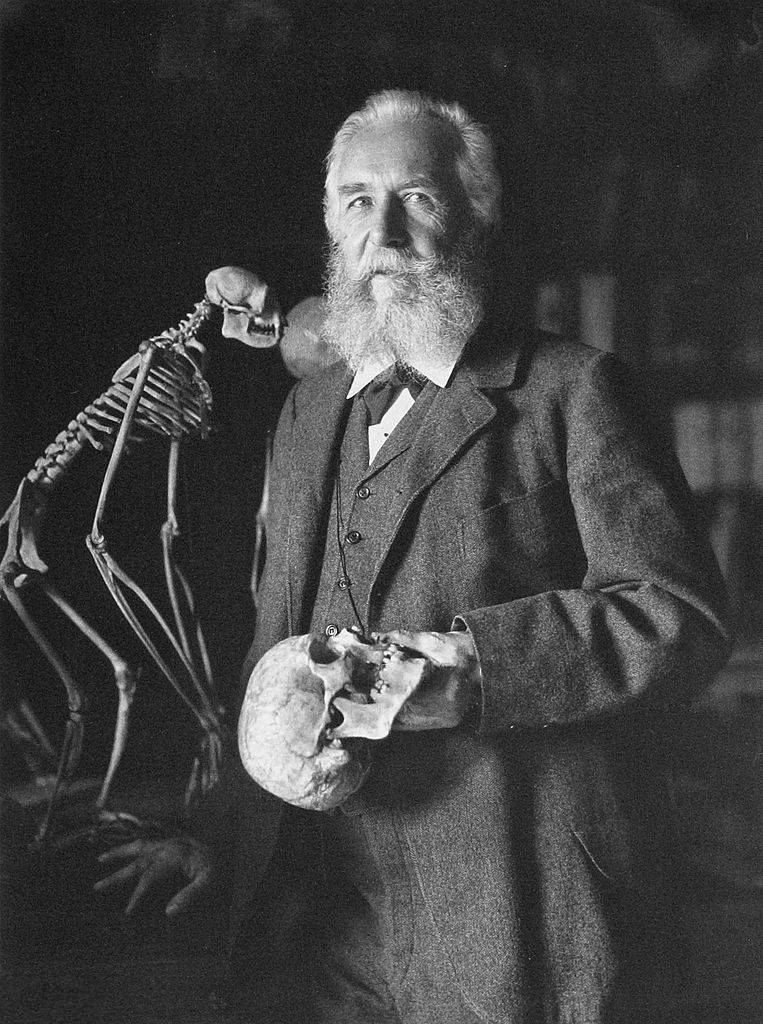
Ernst Haeckel, profesor zoologii i filozof, prekursor niemieckiej eugeniki

## Korzenie eugeniki niemieckiej

### Ernst Haeckel – prekursor eugeniki na terenie Niemiec
W epoce sukcesów biologii ewolucyjnej zaczęto porównywać świat zwierząt ze strukturą społeczną. Zagadnieniem tym zainteresował się prekursor niemieckiej myśli eugenicznej Ernst Haeckel (1834–1919), profesor zoologii i filozof Uniwersytetu w Jenie. Haeckela uważa się za tego, który adaptował ewolucjonizm i darwinizm na terenie Niemiec i który zapoczątkował eugeniczny proces doskonalenia i zarazem rozumienia społeczeństwa. Zwany „niemieckim buldogiem Darwina” – torował drogę niemieckim darwinistom i eugenikom, wytykając zgubne skutki opieki medycznej i filantropii. Ale jednocześnie w pracy Natürliche Schöpfungs-Geschichte (Historia stworzenia) podkreślał rolę zarówno solidaryzmu społecznego, jak i walki o byt. Uczony nie zauważył w tym sprzeczności ani braku spójności w zestawieniu ze swoimi poglądami, jako że nie zamierzał solidaryzować się z biednymi i chorymi. Jeśli chodzi o walkę o byt, dla którego to wyrażenia znalazł swoje własne: „ubieganie się o konieczne warunki bytu”, to – w sytuacji solidaryzmu społecznego w państwie – jedynie mogłaby ona dotyczyć antagonizmów pomiędzy narodami. W opinii Ludwiga Woltmanna (studenta Haeckela), Haeckel nie rozumiał adekwatnie ani teorii Darwina, ani ideologii społecznej demokracji, sądząc, że teoria doboru naturalnego „okazuje się na wskroś arystokratyczną zasadą; polega na doborze najlepszych”.
Jeneński przyrodnik w swoim dziele akcentował nieodwracalne następstwa, jakie powoduje medycyna, która wprawdzie w niewielkim stopniu jest pomocna w zwalczaniu ułomności, ale dysponuje coraz większymi możliwościami przedłużania życia chronicznie chorym, i to na długie lata.

Takie dolegliwości, jak: gruźlica, zołzy, syfilis i wiele odmian chorób umysłowych, są transmitowane w wielkim stopniu w drodze dziedziczenia i przekazywane swym dzieciom lub nawet dalszym potomkom. Im dłużej chorzy rodzice z pomocą medycyny będą ciągnąć swoją chorą egzystencję, tym liczniejsze potomstwo będzie skazane na nieuleczalne cierpienia i tym większa liczba jednostek w kolejnych generacjach będzie – wskutek tej sztucznej «hodowli medycznej» – obciążona przez rodziców przewlekłymi ułomnościami dziedzicznymi.

Znamienne dla E. Haeckela było akcentowanie harmonijnej współpracy między jednostkami dla dobra całego organizmu, jakim jest społeczeństwo, co sprzyjało legitymizowaniu ingerowania władzy w sferę społeczną oraz podporządkowania jednostki interesom wspólnoty. Haeckel był jednym z pierwszych uczonych nowożytnych (u Platona pobrzmiewały podobne akcenty), który widział nadrzędność interesów państwa nad interesami jednostki i tym samym przyczynił się do takiego rozumienia roli jednostki w państwie, które później wyraźnie będzie sprzyjało całkowitemu podporządkowaniu celów i dążeń obywateli państwu.
Mimo dużej popularności, poglądy E. Haeckela spotykały się też z zarzutami rzetelnych naukowców z dziedzin pokrewnych. Należeli do nich m.in. Rudolf Virchow – nauczyciel Haeckela, lekarz, biolog i polityk oraz biolog Eberhard Dennert. Krytyce zostały podane:
- „Łańcuch rodowy” człowieka, zawierający szczegółowy, lecz urojony opis małpy z wymyślonym rysunkiem ludzkiego przodka[8]. Miało to być „brakujące ogniwo” między małpą a człowiekiem – małpolud, który nie mówił, co dla Haeckela było charakterystyczne, bowiem uważał, że człowieka od małpy odróżnia głównie umiejętność mówienia.
- Monera – było to inne „brakujące ogniwo”, które wymyślił uczony, dotyczyło przejścia od materii nieożywionej do ożywionej. Zostało ono nazwane przez niego Monerami (łac. l. poj. – Moneron, l. mn. – Monera), które stanowiły rzekomo jednolitą bezkształtną materię, bez jakichkolwiek organów, wykazującą oznaki życia. W ten sposób profesor z Jeny połączył materię nieożywioną z ożywioną i umieścił te organizmy na pierwszym stopniu drabiny organizmów żywych[9][10].
- Twierdzenie, że w procesie rozwoju płodu ludzkiego ontogeneza (rozwój osobniczy) powtarza cały proces filogenezy (rozwój gatunkowy)[11], znane jako teoria rekapitulacji. Również to twierdzenie zostało obalone[b].

Pomimo zanegowania sensacji naukowych E. Haeckela, Historia stworzenia ukazywała się nadal, aż do 1926 r.; na jej podstawie i licznych rysunków przygotowanych przez samego autora, prowadzone były wykłady. Haeckel, aczkolwiek niechętnie, przyznał się do błędów, ale w sprawie „drzewa rodowego” człowieka tłumaczył, że ataki na niego nie są słuszne, bowiem „drzewo genealogiczne człowieka, jak wszystkie drzewa genealogiczne roślin i ludzi, jest tylko, rozumie się w szczegółach, prostym przypuszczeniem genealogicznym, mniej albo więcej prawdopodobnym. To jednakże nie przeszkadza, abyśmy nie mieli go zastosować w sposób ogólny do człowieka (?)...”.
Jeszcze większe konsekwencje miały jego biogenetyczne prawa w rozwijających się naukach społecznych. Antropolodzy początkowo popierali pogląd Haeckela, że inne kultury są „prymitywne” w sensie embriologicznym oraz że ich rozwój zatrzymał się i w stosunku do naszego był zbyt krótki. Wprowadził pojęcie Wielkiego Łańcucha Bytu do ewolucyjnego myślenia. Dokonał gradacji nie tylko ras, ale i płci: najwyżej umieścił białych mężczyzn, natomiast białe kobiety uplasował na tym samym poziomie, co czarnych mężczyzn i europejskie niemowlęta (najprawdopodobniej płci męskiej), o czym miałyby świadczyć cechy tylnego płata mózgu i płata ciemieniowego. W tych twierdzeniach Haeckel nie był sam; podobnie wypowiadali się: znany genewski (poch. niemieckiego) przyrodnik i filozof Karl Vogt (m.in. w pracy Lectures on Man z 1864 r.) oraz antropolog Emil Hushke (prywatnie – teść Haeckela), że np. „Czarni, kobiety i dzieci są łącznikiem pomiędzy małpami a dorosłymi białymi mężczyznami” („Blacks, women, and children thus link the apes to adult white males”), czyli stanowią brakujące ogniwo w łańcuchu ewolucji.
Największe skutki nauki E. Haeckela, D. Gasman (amerykański specjalista z zakresu historii europejskiej tego okresu) widzi w dalekosiężnych oddziaływaniach na czołowych rasistowskich antropologów i eugeników. Monizm Haeckela wraz z innymi teoretykami społecznymi wpłynął na ukształtowanie nazistowskiej ideologii. „Według Haeckela, skuteczna polityka nie była w rzeczywistości niczym więcej niż biologią stosowaną; lubił on przywoływać pamięć starożytnych Spartan, którzy, jak twierdził, byli silni tylko dlatego, że praktykowali selekcję biologiczną”.
Ernst Haeckel przyczynił się do pogłębiania rasizmu; był jednym z najbardziej krzykliwych przeciwników Żydów, a jego antysemityzm zmierzał do ujęcia kwestii żydowskiej w biologicznym wymiarze. Uważany jest również za inicjatora myśli eugenicznej na terenie Niemiec, ponieważ jego poglądy znalazły wielu zwolenników i naśladowców.

### Wilhelm Schallmayer – kontynuator myśli eugenicznej

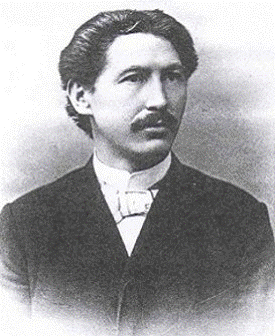
Wilhelm Schallmayer, uczony, lekarz, kontynuator myśli eugenicznej

Jednym z czołowych kontynuatorów Haeckela był jego uczeń, lekarz i uczony Wilhelm Schallmayer (1857–1919). Za początek zaangażowania Schallmayera w eugenikę można przyjąć jego pierwszą publikację z 1891 r. Był to krótki traktat O zagrażającym zwyrodnieniu fizycznym narodów cywilizowanych i upaństwowieniu stanu lekarskiego, w którym autor wyrażał lęk o kondycję zwłaszcza cywilizacji zachodniej, a w szczególności narodu niemieckiego. Inny jego traktat – Dziedziczność i selekcja w historii życia narodów, z 1903 r., stał się „podręcznikiem” dla pierwszej generacji eugeników, docierając do ogromnej liczby czytelników, a znaczne jego partie zostały przyjęte przez Niemieckie Towarzystwo Higieny Ras (NTHR).
W pierwszej rozprawie (O zagrażającym zwyrodnieniu…) Schallmayer uzasadniał powszechne wprowadzenie świadectw zdrowia dla celów eugenicznych. Zalecał kontrolowanie zawierania małżeństw, aby nie dopuścić do prokreacji ludzi uznanych za dysgenicznych, w celu zatrzymania procesu zwyrodnienia rasy. W. Schallmayer sukcesywnie rozwijał myśl eugeniczną (opierając się na publikacjach Galtona), jednakże początkowo bez sukcesów. Prawdziwy rozgłos uzyskał (on i jego poglądy) dopiero w 1900 r., kiedy to zdobył pierwszą nagrodę w konkursie Alfreda Kruppa (przy naukowym wsparciu Ernsta Haeckela), dotyczącym społecznych i politycznych konsekwencji teorii Darwina.
W pracy Dziedziczność i selekcja w życiu narodów przekonywał, że najpilniejszą potrzebą jest rozprawienie się z niedołężnymi, kalekami, ludźmi chorymi umysłowo i psychicznie, których rzesze zagrażają interesom państwa. Państwo nie powinno rozwijać opieki społecznej, budować zakładów dla kalek – ludzi nieszczęśliwych, ale wspierać prokreację ludzi zdrowych i szczęśliwych. Schallmayer „patrzył na cały ustrój prawny, postępy techniki, na moralność i nawet na pojęcie dobra i zła pod kątem walki o życie. Wszystko – całe życie i moralność – musi być do tego dostosowane. I wszystko, co przyczynia się do obrony słabszych, przyspiesza degenerację białej rasy, ściągającą ją do poziomu australijskich tubylców. Dotyczy to zarówno fizycznej, jak i umysłowej degeneracji, bo obie te skłonności są rasowo zdeterminowane”. Zadaniem państwa jest zachęcanie i wspomaganie zdrowych, silnych jednostek do prokreacji oraz jednocześnie uniemożliwienie rozrodu elementom mało wartościowym, tym bardziej że osoby chore psychicznie – o czym Schallmayer był przekonany – są bardziej pobudzone seksualnie i pozostawiają więcej potomstwa, i to potomstwa obciążonego dziedzicznie, tj. również chorego. Dlatego, jak uzasadniał, opieka lekarska, sanatoria i przytułki przynoszą rasie i państwu szkodę. Gdyby takie wątłe i chorowite lub upośledzone osoby żyły w społeczeństwach pozbawionych opieki lekarskiej bądź pomocy społecznej – musiałyby zginąć, a narody cywilizowane przez źle pojęty humanitaryzm i solidaryzm, podtrzymują te chore osoby przy życiu i pozwalają im się rozmnażać, co prowadzić musi nieuchronnie – jego zdaniem – do zwyrodnienia rasy (narodu).
Także ustawodawstwo, uznające prawo jednostki do rozmnażania się za nienaruszalne, uczony medyk uważał za wadliwe. Nie zgadzał się z taką sytuacją, gdy: „Mogą się dowolnie mnożyć wszelkiego rodzaju upośledzone istoty i uważa się ich osobisty interes za wyższy od interesu całości, tj. narodu w przyszłości […]. Sądy uwalniają ich zwykle od winy i kary, ale nie myśli się już o tym, żeby zbrodniarzowi z urodzenia odjąć możność płodzenia dzieci, które także będą dziedzicznie obciążone w kierunku zbrodniczym”.
W. Schallmayer, wyjaśniając różnicę między dwoma nurtami higienicznymi, eugeniką – higieną ras (ruchem eugenicznym), a higieną społeczną (ruchem higienicznym) pisze, że ten pierwszy wyraża genotyp, natomiast drugi – higienę społeczną, którą należy łączyć z fenotypem. Poza tym te dwa nurty (dwie „higieny”), jeśli chodzi o cele i środki, prezentowały różne składniki: higiena ras służyła przyszłym pokoleniom o wiele bardziej niż obecnemu, natomiast higiena społeczna wspomagała tylko obecną generację i najwyżej jej potomków. Ta odmienność łączyła się, zdaniem Schallmayera, z konfliktem pomiędzy interesem społecznym a interesem rasowym, rasowym dziedzictwem. Nie ukrywał, że dla narodowych przywódców może to być trudna decyzja. Chociaż „rasowy interes powinien mieć pierwszeństwo przed interesem socjalnym, to w praktyce musi być najpierw zaspokojony interes społeczny”. Rozwiązanie widział w doskonaleniu i rozwijaniu edukacji społecznej i społeczno-biologicznej. „Miał nadzieję, że przywódcy i urzędnicy państwowi wkrótce uzyskają odpowiednią wiedzę, niezbędną do podejmowania tak trudnych decyzji”.
Schallmayer proponował różne inne nazwy zamiast „higiena ras”: „higiena dziedziczności” (Wererbungshygiene), „biologia narodowa” (Nationalbiologie), a następnie Rassehygiene (w l. pojedynczej, zamiast mnogiej), ale żadne się nie przyjęło. „Aby zminimalizować nieporozumienia dotyczące celów eugeniki, Schallmayer używał słowa Rassehygiene zamiast Rassenhygiene i nieustannie starał się przekonać do tego innych eugeników”. Jednakże termin Rassenhygiene już zdążył się przyjąć, za sprawą publikacji Alfreda Ploetza (twórcy niemieckiej higieny ras) i poczytności zeszytów „Archiv…” oraz niechęci, jaką Niemcy żywili do używania angielskiego terminu.

### Ludwig Woltmann – uczeń Haeckela
Mimo krytycznego podejścia do swego nauczyciela E. Haeckela, Ludwig Woltmann (1871–1909) – niemiecki antropolog i zoolog (studiował też medycynę i filozofię), podtrzymywał także zarzut pod adresem opieki medycznej oraz wszelkich form pomocy społecznej; twierdził, że utrudnia to naturalny proces selekcji i pogłębia procesy degeneracji. W rozprawie Teoria Darwina i demokracja społeczna pisze: „Tutaj zatem bez wątpienia nasze humanitarne dążności, ochrona słabych, stają w sprzeczności z opartym na wiedzy przyrodniczej zadaniem oczyszczenia rasy, usuwania z niej wszelkich tworów niedoskonałych. Znieść tę sprzeczność, ten antagonizm obowiązków, w którym stara i nowa moralność idą ze sobą w zapasy, wyrównać i do pojednania doprowadzić będzie etycznym zagadnieniem przyszłego pokolenia”.
L. Woltmann, socjaldemokrata i marksista, we wcześniejszym okresie swej działalności społecznej był, w porównaniu z innymi eugenikami, nieco łagodniejszy. Działając w szeregach społecznej demokracji oraz podzielając ideały marksistowskie, Woltmann początkowo widział możliwość przemian społecznych w duchu marksizmu, zatem propagował równość społeczną przez dźwiganie klasy robotniczej i rzesz ludzi biedniejszych przez stworzenie im lepszych warunków pracy, płacy, opieki medycznej itp. Jednakże z czasem, gdy ruch socjalistyczny na terenie państw zachodnich został zneutralizowany i przekształcony na modłę demokracji burżuazyjnej, młodzieńcze ideały Woltmanna także się przekształciły, wpisując się w ideologiczny klimat polityki społecznej Niemiec.
Wyrazem tych poglądów było przekonanie, że darwinowskie prawa natury dają się zastosować do społeczeństwa, a nierówności rasowe wynikające z tej teorii skłoniły Woltmanna do uplasowania Niemców na pierwszym miejscu w gatunku ludzkim. Kładąc nacisk na zewnętrzne cechy fizyczne, rysy twarzy, dopatrywał się absolutnych wartości estetycznych w typie nordyka, które uległyby degradacji w wypadku mieszania rasowego. Szukał też uzewnętrznionego celu przymiotów duchowych i siły, które tkwiły w typie nordyckim, a powinna to być dominacja – przynależna rasie panów – wśród innych krajów, która jest niezbędna do dalszego rozwoju rasy germańskiej; „rasa germańska została wybrana, aby panować na ziemi. […] Pangermanizm był nieuchronnym logicznym rozwinięciem jego rasowych nakazów”.

## Eugeniczne struktury organizacyjne

### Alfred Ploetz – twórca Rassenhygiene

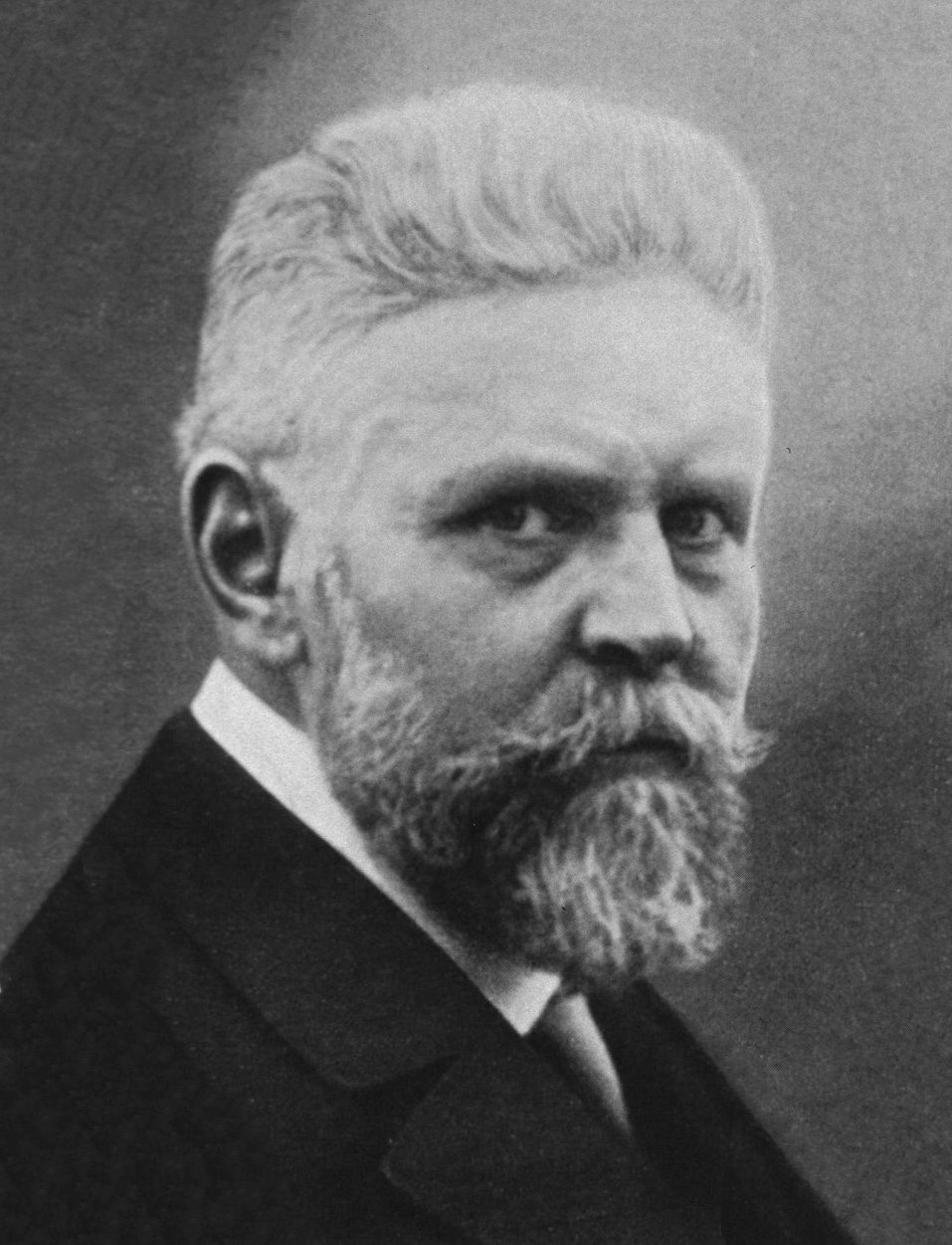
Alfred Ploetz, ekonomista i lekarz, twórca niemieckiej higieny ras

Za rzeczywistego twórcę eugeniki niemieckiej uważa się Alfreda Ploetza (1860–1940), który już w latach młodzieńczych interesował się problemem degeneracji rasy. Założył (Carlem i Gerhartem Hauptmannami) w 1879 r. we Wrocławiu organizację młodzieżową, której celem było założenie socjalistycznej utopijnej kolonii wewnętrznej. W tej przyszłej „organizacji” przydzielili sobie już nawet stanowiska. Planowali także utworzenie i propagowanie ruchu, nazwanego przez Ploetza higieną rasową, a wokół idei ruchu próbowali skupić młodzież szkolną. Zadaniem higieny rasowej (nauki – jak ją nazywał Ploetz) było łączenie socjalizmu i nacjonalizmu w koherentną ideologię biologiczno-społecznej reformy oraz formowanie oręża w walce o regenerację rasy. Paul Weindling (bryt. prof. historii medycyny) podaje listę nazwisk pierwszej generacji wykwalifikowanych higienistów rasowych, są tam m.in.: A. Grotjahn, M. Gruber, E. Fischer, F. Lenz, E. Rüdin, W. Schallmayer, L. Woltmann i oczywiście A. Ploetz. Organizacja ta podjęła się (poprzez powołanie Towarzystwa „Pacyfik”) zbierania środków na sfinansowanie socjalistycznej kolonii wewnętrznej. Jej działacze fascynowali się darwinizmem oraz idealizmem niemieckiej kultury, zgłębiali prace Haeckela oraz rozwijali filozofię totalności „Życia” – opierając się na utopijnej filozofii m.in. Platona i More’a – jako antidotum na dominację technicznej i ekonomicznej kultury Rzeszy.
Ploetz zaczął studiować ekonomię we Wrocławiu, wierząc w możliwość rozwiązania problemów społecznych za pomocą instrumentów ekonomicznych. Jednakże jego wyjazd do USA i obserwacja istniejących tam kolonii utopijnych („Ikarus” w stanie Iowa) zmieniły całkowicie jego poglądy, bowiem stan i rezultaty ich działania uważał za wielce niedoskonałe. Nie zadowalał go poziom moralny społeczeństwa, a więc za najpilniejszą potrzebę uznał reformę społeczną. Po powrocie z USA porzucił studia ekonomiczne i podjął studia medyczne w Szwajcarii. Postanowił zgłębiać medycynę, ponieważ reformowanie społeczeństwa powinno przebiegać na drodze medycznej i biologicznej przebudowy.
Sheila Weiss (profesor historii, USA) nazywa Ploetza drugim współzałożycielem (za pierwszego uważa Schallmayera) niemieckiej eugeniki. Napisał on rozprawę traktującą stricte o higienie ras już w 1895 r. (Die Tüchtigkeit unserer Rasse und der Schutz der Schwachen. Ein Versuch über Rassenhygiene und ihr Verhältniss zu den humanen Idealen, besonders zum Socialismus). Ploetz zdawał sobie sprawę z trudności w zdefiniowaniu terminu „rasa”, który miał odnosić się do całej ludzkości, ale wskutek dostrzegalnych podziałów gatunku, potrzebne będą – jak pisał – nowe określenia, ale nie odbiła się ona szerokim echem, została doceniona dopiero po konkursie Kruppa (1900 r.). O higienie ras zrobiło się głośno, kiedy dyskusje wokół eugeniki stały się debatą ogólnokrajową, na początku wyłącznie w gronie uczonych, lekarzy i publicystów, niekoniecznie związanych z ruchem higieny ras. Tematykę tę popularyzowało czasopismo utworzone w 1904 r. przez Ploetza – „Archiv für Rassen und Gesellschaftsbiologie” (ARGB). Naukowe artykuły publikowali w nim poważni naukowcy, genetycy, m.in. August Weismann, Hugo de Vries, Carl Correns czy Erich von Tschermak, ale pojawiały się też teksty rasistowskie oraz krytyczne wobec działań instytucji opiekuńczych, m.in. Eugena Fischera i Fritza Lenza. Pierwszy numer „Archiv…” poświęcony był E. Haeckelowi i A. Weismannowi.
Rok później (1905 r.), także z inicjatywy Ploetza, w Berlinie powstało Towarzystwo Higieny Ras (Gesellschaft für Rassenhygiene). Zarówno Towarzystwo (THR), jak i czasopismo (ARGB) były pierwszymi na świecie instytucjonalnymi ośrodkami eugeniki. Znamienne są zasady przynależności do THR oraz profesje członków założycieli: byli to Ploetz – z medycznym wykształceniem oraz dwaj psychiatrzy Anastasius Nordenholz i Ernst Rüdin (profesor psychiatrii w Monachium), co wskazuje na kierunek przyszłych działań. Do Towarzystwa nie mógł należeć ten, kto złożył akces, lecz członkowie byli starannie dobierani, i to wyłącznie spośród grupy intelektualistów, naukowców oraz twórców, a następnie poddawani badaniom antropologicznym. Wyniki tych badań były przechowywane do porównań z wynikami przebadanej „gorszej” części społeczeństwa.
Początkowo A. Ploetza trapił dylemat, jak pogodzić konflikt między ideałami, wypływającymi z naszej natury, takimi jak humanitaryzm i humanizm, a interesami rasy, które są przez te ideały ograniczane. Pomoc socjalna i medyczna słabym zdrowotnie i ekonomicznie (chodzi tu także o choroby, wypadki i zabezpieczenia emerytalne) osłabia kondycję całego społeczeństwa i, być może, odbywa się kosztem tych najsilniejszych obywateli. Ale był jednocześnie niezmiennie przekonany, że

Aryjczycy reprezentowali szczyt rozwoju rasowego. Sugerował, że w czasie wojny powinno się bez ceremonii wysyłać ludzi niższych ras na pierwszą linię frontu jako mięso armatnie. Poza tym, jako dodatkowy środek zapewniający sprawność fizyczną narodu, doradzał, aby konsylium lekarskie badało każde nowo narodzone dziecko, orzekając, czy je pozostawić przy życiu, czy nie.

 Przez lata Ploetz pisał artykuły dotyczące relacji między naukami społecznymi i higieną rasy.

### NTHR: historia, cele i program
Początkowo Towarzystwo było otwarte dla osób o różnych poglądach politycznych i różnych konfesji, z jednym ograniczeniem: wyłącznie dla rasy białej. Możliwa była zatem współpraca z towarzystwami innych ras. Pierwotnie – jak sądzono – idee eugeniczne miały służyć całemu gatunkowi ludzkiemu: Towarzystwo bowiem widziało możliwość tworzenia odrębnych programów eugenicznych dla poszczególnych ras (narodów), byleby tylko unikać mieszania ras o różnym poziomie rozwoju. Ponieważ celem THR było upowszechnianie wiedzy z zakresu biologii rasy i biologii społecznej, a także wyników badań, konieczna była współpraca międzynarodowa. Towarzystwo Higieny Ras przekształciło się zatem w 1907 r. w Międzynarodowe Towarzystwo Higieny Ras (MTHR) z siedzibą w Monachium, powstawały też liczne organizacje lokalne. Alfred Ploetz żywił nadzieję na podporządkowanie sobie organizacji z innych krajów, szczególnie liczył na Wielką Brytanię, co się nie udało, sam Francis Galton natomiast, przyjął stanowisko honorowego wiceprezesa MTHR. Podczas I wojny światowej działalność Międzynarodowego Towarzystwa Higieny Ras się załamała, pozostała jedynie współpraca eugeników niemieckich i skandynawskich.
Naczelnym zadaniem programu Rassenhygiene była ochrona rasy aryjskiej, ale zakładano walkę o byt z innymi rasami niezależnie od tego czy zakwalifikowane zostały do ras aryjskich, czy nie-aryjskich, zatem nie było to konsekwentne. Takich niekonsekwencji było sporo, np. program higieny selekcyjnej. Zakładała ona eliminację nawet jednostek szlachetnych, jeśli te należały do narodu w całości uznanego za dysgeniczny.
Kolejnym brakiem konsekwencji jest mówienie o ochronie swych aryjskich obywateli w perspektywie planów wojennych; zgromadzenie delegatów towarzystwa higienicznego w Jenie odbyło się w dniach 6–7 czerwca 1914 r., a wybuch I wojny światowej nastąpił 28 lipca tegoż roku. Powszechnie i publicznie mówiono o rewizji granic ustalonych także w wyniku dziewiętnastowiecznych działań wojennych, o nowym podziale kolonialnym, o rynkach zbytu i przede wszystkim o odzyskaniu (czy uzyskaniu) wpływów w Europie.
Powojenne programy eugeniczne nacechowane były jeszcze większą histerią, biorąc pod uwagę ubytek ludności, głównie mężczyzn, i to młodych, zdrowych i silnych, czyli wartościowych eugenicznie (występowanie kontraselekcji). Wzrosło wówczas zainteresowanie ideą eugeniki, która uzyskała większe poparcie polityczne i ogólnospołeczne. Zniszczenia w wyniku wojny, zubożenie oraz szerzenie się chorób przyczyniły się do powstania w Berlinie (jeszcze w czasie trwania wojny) Niemieckiego Towarzystwa Polityki Ludnościowej (założycielem był ekonomista profesor Julius Wolf, również zainteresowany problemami demograficznymi), które miało być nastawione na bardziej intensywną propagandę niż THR i osiąganie lepszych wyników.
Neomaltuzjanizm (propagujący ograniczenie liczby potomstwa, aby zadbać o jego lepsze wychowanie) spotkał się z ostrą krytyką nowego Towarzystwa, które zresztą nie ukrywało w swej odezwie, że „tocząca się wojna nie będzie ostatnią. Za kilka dziesiątków lat trzeba będzie stawić czoło wojnie odwetowej, nawet jeśli chcielibyśmy wspaniałomyślnie oszczędzić naszych wrogów i musimy być wówczas uzbrojeni liczbą zdatnych do walki mężczyzn. Wojny tej można w dającym się przewidzieć czasie tylko wtedy uniknąć, gdy siła narodu będzie tak wielką, że nikt nie poważy się na atak. Skuteczna higiena ras jest najlepszą poręką Pokoju”. Jest to treść z dokumentu odezwy Towarzystwa.
Podczas I wojny światowej, NTHR (Niemieckie Towarzystwo Higieny Ras) nie wykazywało aktywności, dopiero w roku 1921 powołano Komisję Higieny Ras przy Pruskiej Krajowej Radzie Zdrowia (która powstała rok wcześniej), co należy uważać za wznowienie działalności tego ruchu. Komisji zlecono przygotowanie ustaw o legalności aborcji, sterylizacji, pomocy rodzinom wielodzietnym oraz opracowanie programu nauczania eugeniki w szkołach wyższych. W 1922 r., na pierwszym posiedzeniu, zmieniono zarząd NTHR i przeniesiono go do Berlina. Od tego też czasu organizacji przyznano dofinansowanie ze strony państwa. W 1926 r. została utworzona Liga Odrodzenia Narodowego i Wiedzy o Dziedziczności, której zadaniem miało być popularyzowanie programu eugenicznego w społeczeństwie. Jej członkowie powiązani byli z Ministerstwem Spraw Wewnętrznych i Ministerstwem Opieki Społecznej, zatem mogli wpływać na decyzje władz dotyczące postulatów eugenicznych. Obok Ligi i NTHR działało wiele lokalnych organizacji, z nieco odrębnymi programami, jednakże na początku lat trzydziestych doszło do większego ujednolicenia programów i centralizacji.
Nadal jeszcze ruch eugeniczny był propozycją dla zwolenników różnych opcji politycznych, a nawet różnych odcieni ideologicznych oraz zapatrywań naukowych. Zakrojono szeroką i wielowarstwową akcję społeczną budzenia świadomości narodowej, popularyzacji zagadnień eugenicznych oraz mobilizacji w zwalczaniu chorób społecznych, a także podjęto powszechną edukację poprzez organizowanie wystaw propagujących zdrowy tryb życia. Promocja rodzin wielodzietnych doprowadziła do powstania w 1919 r. Związku Rodzin Wielodzietnych (ZRW), który wkrótce zdobył dużą popularność, zrzeszając (pod koniec lat dwudziestych) 80 tys. rodzin. Propaganda ruchu higieny ras w zakresie płodności spotykała się ze zrozumieniem ZRW, który ponadto wysuwał postulaty konkretnej pomocy (np. przydziału darmowych działek gruntu, ulg budowlanych, korzystnych pożyczek finansowych). Jednakże pomoc kierowana miała być tylko do rodzin dziedzicznie nieobciążonych.

## Upowszechnianie się eugeniki w Republice Weimarskiej

### Dwie frakcje: monachijska i berlińska
W okresie Republiki Weimarskiej eugenicy byli podzieleni na dwie frakcje. Frakcje te zaznaczyły swe istnienie znacznie wcześniej. Uznaje się, że frakcja monachijska została zapoczątkowana przez A. Ploetza, natomiast frakcja berlińska – przez W. Schallmayera, chodziło jedynie o różnice doktrynalne. Eugenicy monachijscy byli zdecydowanie bardziej radykalni, a berlińscy – bardziej prospołeczni i mniej rasistowscy. Eugenicy monachijscy z Fritzem Lenzem na czele (oraz E. Rüdinem, E. Fischerem, Maxem von Gruberem – który przewodził MTHR w latach 1916–1922) lansowali politykę supremacji rasy nordyckiej; zatopieni w pseudonaukowych dysputach rasowych i antropologicznych, wierzyli w biologiczną odnowę swej rasy w drodze selekcji osób małowartościowych z punktu widzenia przydatności społecznej. Z kolei berlińska organizacja higieny ras (Alfred Grotjahn, Herman Muckermann) podkreślała, nie odrzucając programu selekcji, znaczenie reform społecznych, powojenną odbudowę kraju poprzez przeciwdziałanie szkodliwym zjawiskom społecznym, a eugenikę traktowała jako naukę bardziej obiektywną, dotyczącą wszystkich społeczeństw w mniej więcej równym stopniu (chociażby w założeniach).
Wówczas jeszcze, przynajmniej w deklaracjach, skupiano się bardziej na odbudowie gospodarczej i społecznej kraju, na problemie upośledzonych umysłowo i chorych psychicznie, niż na polityce nordyzacji i tzw. kwestii żydowskiej. Stawiano postulaty stopniowej eliminacji jednostek obciążonych psychicznie oraz elementów aspołecznych, niezależnie od pochodzenia. W okresie tym pojawiły się liczne głosy w sprawie przemianowania ruchu na „eugeniczny” i sporo organizacji, głównie prowincjonalnych, przyjęło nazwę Towarzystwo Eugeniczne. W Republice Weimarskiej odżył bowiem spór pojęciowy, który wcześniej prowadził Schallmayer, podnosząc kwestię ważności nazewnictwa.

### Alfred Grotjahn i jego próby reformowania ruchu higieny ras

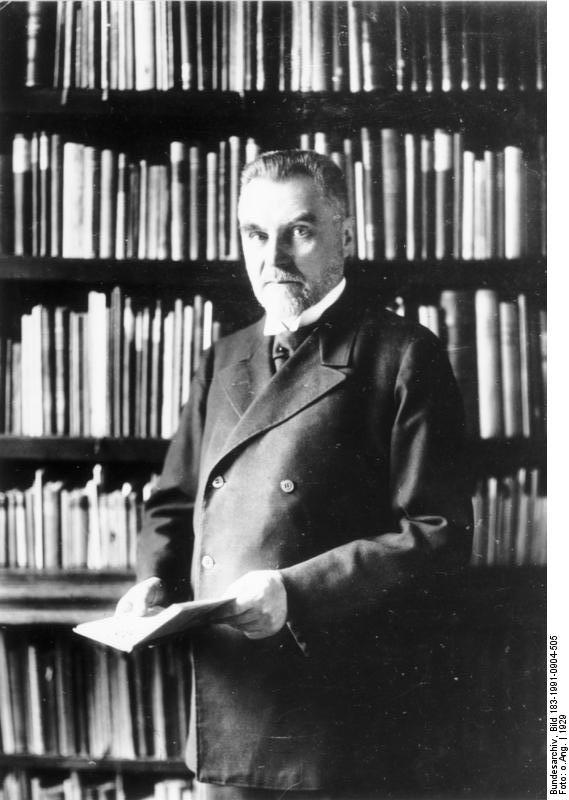
Alfred Grotjahn, higienista społeczny, eugenik

Rzecznikiem uporządkowania terminologii był – obok Wilhelma Schallmayera – profesor higieny społecznej Alfred Grotjahn, lekarz i socjaldemokrata, który przekonywał, że termin „eugenika”, ukuty w Anglii na określenie „antropoprocesu” pod wpływem selekcji, adaptacji i doboru naturalnego, nie jest adekwatny do wprowadzonego przez Ploetza w Niemczech terminu Rassenhygiene, ponieważ eugenika to – jego zdaniem – poważna i obiektywna nauka, która powinna być odnoszona do wszystkich ludzi, niezależnie od przynależności antropologicznej. W Niemczech natomiast termin „rasa” ma podwójne znaczenie: jako dziedzictwo (w sensie biologicznym) oraz jako odmiana antropologiczna (np. rasa nordycka), zatem higiena ras odnosi się zarówno do zamiarów odrodzenia rasy aryjskiej, jak i do „higieny rozrodu” (Fortpflanzungshygiene). Dlatego według Grotjahna należałoby powrócić do angielskiej nazwy „eugenika” lub używać niemieckiej – „higiena rozrodu”, które i tak „wyjdą zwycięsko”, zaś nazwa Rassenhygiene spowodowała zamieszanie w wielu umysłach i wywołała wiele uprzedzeń w kręgach naukowych i publicznych – przekonywał Grotjahn.
A. Grotjahn przyznawał, że eugenika jeszcze się rozwija, ale już obecnie według niej można regulować dziedzinę rozrodczości, która do tej pory podlegała jedynie popędom i dowolności. Mimo że był on socjalistą, wcale nie proponował wprowadzenia w społeczeństwie zasad postulowanych przez socjalistów, takich jak egalitaryzm lub poprawa warunków życia, ale z surowością nakazywał traktować wszystkich słabszych członów społeczeństwa. Jako lekarz musiał wiedzieć, że np. prostytucja nie jest dziedziczna, ale prostytutki nakazywał sterylizować; podobnie było z alkoholizmem: toczono wówczas spory, czy jest dziedziczny, czy raczej środowiskowy (profesor medycyny sam zgłębiał ten problem), ale i w tym przypadku zalecał sterylizację. Utrzymywał, że konieczne jest uregulowanie rozrodu i życia seksualnego zgodnie z zasadami naukowymi oraz usunięcie ze społeczeństwa ludzi chorych i brzydkich, co miałoby przynieść wszystkim szczęście. Dlatego za najważniejsze uważał „powstrzymać rozród psychopatów […] pewnymi środkami, jakimi są: naturalna bezpłodność i wyłączenie społeczne moralnie upadłych”. To „wyłączenie” miałoby się dokonać przez „wczesne i na stałe zatrzymywanie w zakładach wszystkich mniej wartościowych, którzy jako obłąkani, nałogowi zbrodniarze, nieuleczalni, pijacy i w ogóle niepoprawni psychopaci, już i tak muszą być spośród ludności usunięci”.
Grotjahn opowiadał się po stronie socjalistów (ściślej socjaldemokratów), jednak mało zdecydowanie stawiał na poprawę egzystencji ludzi w trudnych warunkach bytowych, uznając je za słaby czynnik w tak pilnej potrzebie uzdatniania społeczeństwa. Co najwyżej proponował łączenie higieny społecznej z eugeniką (widział dla nich wspólny cel i metody), przy regulacji polityki i higieny społecznej „pod ustalonym, eugenicznym kątem widzenia”. Uczony nie podzielał rasistowskich poglądów higienistów rasowych, ubolewał nawet, że higiena ras zatraca swój cel, stając się raczej arystogeniką (chodzi o planowanie hodowli rodzin przodujących) niż eugeniką i która jednocześnie przeciwstawia się „państwu ludowemu i rozwojowi idei demokratycznej”. A rozrodczość – głosił – należy „oprzeć na narodowych i społecznych zasadach”, a nie tylko na osobisto-gospodarczych.

### Dyskusje o eugenicznym ustawodawstwie
Niemcy w okresie Republiki Weimarskiej nie były krajem przodującym w zakresie prawnej regulacji problematyki eugenicznej. W 1917 r. Berlińskie THR proponowało wprowadzenie świadectw przedślubnych, lecz Rada Zdrowia Rzeszy w 1920 r. wytyczyła jedynie ogólny kierunek w kwestii zawierania małżeństw. Był to program na razie powszechnej edukacji w zakresie dziedziczności, uświadomienia obywatelom wagi małżeństwa i ich potomstwa oraz roli, jaką odgrywają oni w procesie budowania silnego państwa. Sukcesywnie wkraczano w sferę intymności jednostki, jej seksualności oraz prokreacji, które teraz miały stać się dobrem publicznym, czyli służyć społeczeństwu i państwu. Starano się uzmysłowić jednostkom, jak ważne dla całego narodu są prywatne decyzje dotyczące małżeństwa. Zatem wszyscy, którzy chcą założyć rodzinę, powinni zwrócić uwagę na swoje i partnera zdrowie, zasięgając w tej sprawie porady lekarskiej.

#### Poradnictwo przedślubne
Poradnictwo przedślubne początkowo miało być dobrowolne, lecz zatajenie informacji przez jedną ze stron było powodem do unieważnienia małżeństwa, a zarażenie chorobą wymuszało odszkodowanie pod groźbą kary. Z tą dobrowolnością bywało różnie, toteż wprowadzono obowiązek zaświadczeń lekarskich o stanie zdrowia kandydatów do małżeństwa, złożonych w USC, a wystawionych przez specjalnie powołanych do tego lekarzy na podstawie opinii lekarza prowadzącego. Jednakże decyzja o zawarciu małżeństwa nadal należała do narzeczonych. Z tym że zostali oni poinformowani o skutkach ewentualnego niepełnowartościowego małżeństwa, że będzie ono nieszczęśliwe, a ich potomstwo niepożyteczne dla państwa. Narzeczeni byli informowani za pomocą wszechobecnej propagandy, otrzymywali także pisemne pouczenia. Dotyczyły one zagadnień z zakresu dziedziczności, które w tym czasie były w znikomym stopniu rozpoznane, zatem często informacje miały bardzo ogólny charakter, np. że pewne choroby (umysłowe, weneryczne, gruźlica, morfinizm) są niebezpieczne.
Prowadzono liczne dyskusje w gronie specjalistów, jak również na szczeblu administracyjnym; zdawano sobie bowiem sprawę z niedostatecznej wiedzy w zakresie dziedziczenia, ale też nie widziano wtedy innego sposobu opanowania rosnącej (jak się zdawało) degeneracji narodu niemieckiego (u niektórych innych narodów tę degenerację dostrzegano w znacznie większym stopniu), zatem eugenicy postulowali pilne wprowadzenie ustaw eugenicznych jako jedynego środka zaradczego. Program eugeniczny cieszył się dużym poparciem w społeczeństwie, ze względu na wysokie koszty utrzymania szpitali i przytułków, co w dobie kryzysu gospodarczego stanowiło argument dla zwolenników ustaw eugenicznych, zwłaszcza sterylizacji dziedzicznie chorych. Liczbę ich oszacowano w 1930 r. (wg spisu z 1925 r.) na około 300 tys., w tym osoby z dziedziczną ślepotą – 13 tys., z głuchotą – 15 tys., z brakiem kończyny lub jej części – 8 tys., z oszpeceniem narządów ruchu i innych części ciała – 9 tys., z wrodzonym zwichnięciem stawu biodrowego – 35 tys., chorych na epilepsję – 60 tys., na schizofrenię – 80 tys., psychozę maniakalno-depresyjną – 20 tys. i debilizm – 60 tys. Były to tylko ciężkie przypadki, a faktyczna liczba chorych w niektórych grupach – zdaniem części lekarzy – była trzykrotnie wyższa. Ponieważ utrzymanie w zakładach chorych psychicznie i umysłowo (stanowiących największą liczbę z ogółu obciążonych dziedzicznie, tj. ok. 70%) pociągało zbyt wysokie koszty, a edukacja eugeniczna – w tym wypadku – nic tu nie dawała, społeczeństwo coraz bardziej oswajało się z myślą podsuwaną przed higienistów o wprowadzeniu sterylizacji. Tym bardziej że, jak podkreślano, rozrodczość ich jest niemożliwa do okiełznania i znacznie wyższa niż wartościowych obywateli. Upowszechniano przekonanie, że w niedługim czasie liczba dysgenicznych osób będzie tak wielka, iż społeczeństwo nie poradzi sobie z tym ciężarem, i w ogóle z problemem degeneracji narodu. Do końca istnienia Republiki Weimarskiej, tj. do 1933 r., nie udało się jednak wprowadzić ustawy sterylizacyjnej mimo licznych projektów i propozycji.

## Regulacje prawne związane z rodziną w Trzeciej Rzeszy

### Małżeństwa i związki partnerskie
Z chwilą dojścia nazistów do pełni władzy niezwłocznie przystąpiono do regulacji związków małżeńskich i partnerskich z nie-Aryjczykami. Ustawa o ochronie niemieckiej krwi i czci z 15 września 1935 r. zakazywała zawierania małżeństwa z Żydami, ale już wcześniej zapobiegano takim związkom. Napiętnowane były wszelkie kontakty, nawet wspólny taniec był zakazany. Propagandę w tej kwestii podejmowały lokalne gazety przy wsparciu SA. Publikowane były nazwiska winowajców, a jeśli to nie skutkowało, organizowano marsze przez ulice miasta i pikiety pod domami kobiet niemieckich utrzymujących stosunki intymne z Żydami. Demonstranci w rytmie muzycznego marsza nieśli transparenty z wypisanymi nazwiskami „kobiet godnych potępienia”, hańbiących niemiecką krew. Demonstracje zazwyczaj były dość liczne, bowiem dyrektywy w tej materii spotykały się z dużym zrozumieniem i aprobatą społeczeństwa. Prasa pisała np.: „to zawstydzające, że pomimo pracy uświadamiającej ciągle są jeszcze niemieckie dziewczęta, które poniżają się utrzymywaniem stosunków z plugawymi Żydami”. Bryan Mark Rigg (amer. historyk) w książce Żydowscy żołnierze Hitlera przytacza szereg przypadków, gdy np. zsyłano do obozu koncentracyjnego nawet za pocałunek lub za oddanie krwi żydowskiej, ratując życie Aryjczykowi, albo też napiętnowanie ojca Aryjczyka, mieszkającego pod wspólnym dachem ze swym synem półkrwi Żydem.
Do podobnych i znacznie drastyczniejszych reakcji dochodziło po przyjęciu ustawy, mianowicie – dokonywano aresztowań Żydów i tzw. niemieckich kobiet (jak je określano), utrzymujących wzajemne intymne związki, oraz skazywano ich na obozy koncentracyjne. W myśl ustawy z 18 października 1935 r. zaostrzone zostały również zasady udzielania ślubu; wprowadzono znaczne ograniczenia w wyborze małżonka, a małżeństwo z osobą cierpiącą na chorobę dziedziczną, także choćby czasowo ubezwłasnowolnioną – uważano za nieważne. W przypadku sprzeciwu kandydatów do małżeństwa lub małżonków sprawa była rozpatrywana przez sąd ds. dziedziczności. Chodziło głównie o to, aby nie doszło do utraty wartościowego materiału genetycznego, który mógłby być spożytkowany do spłodzenia zdrowego potomka. Narzeczeni przechodzili badania lekarskie, a także przeprowadzany był wywiad środowiskowy oraz kontrole opiekunek zdrowotnych w ich rodzinach. Chociaż ustawa nie precyzowała kwestii wieku małżonków, to najczęściej nie zezwalano na zawarcie małżeństwa w wypadku znacznej różnicy wieku. Wszystkie te utrudnienia w zawieraniu małżeństw prowadziły do licznych konkubinatów, związków nieformalnych. Ale i na to ustawodawca znalazł sposób. Na podstawie rozporządzenia Ministerstwa Spraw Wewnętrznych Główny Urząd Bezpieczeństwa w 1941 r. wydał polecenie policji wyszukiwania takich związków i informowania par o groźbie osadzenia ich w obozie koncentracyjnym w przypadku dalszych nieformalnych kontaktów intymnych.
Już samo skierowanie na badania powodowało często zniszczenie opinii, co u ludzi dotkniętych chorobą lub cierpiących z jakiegoś innego powodu wywoływało dodatkowe bolesne przejścia. Oburzenie pacjentów oraz ich rodzin kierowane było jednak przeważnie nie przeciwko władzy, lecz przeciw nadgorliwym – jak mniemano – urzędnikom. Toteż przypadki skarg na nierzetelnych urzędników były nader częste. Pisano do najróżniejszych władz, także do Urzędu Zdrowia Rzeszy. Żądano podania nazwiska denuncjatora, konfrontacji z nim, jak również – w wypadku małoletniego – zgody rodziców na przeprowadzenie badań, gdyż – jak uważano – stosowana procedura prowadzi do pogorszenia się stanu zdrowia pacjenta oraz przeczy wszelkim zasadom sprawiedliwości.
Odwołania kierowano nawet do samego Hitlera. Na przykład jedna z kobiet pisała do Führera z prośbą o odstąpienie od sterylizacji, informując, że „narzeczony wyklucza możliwość małżeństwa, jeśli zostanie ubezpłodniona, a druga możliwość zawarcia związku w jej posuniętym już wieku 35 lat wydaje się mało prawdopodobna”. Niezwykle często pisali odwołania rodzice w trosce o swe chore dzieci, prosząc o ponowne zbadanie dziecka, w przypadku gdy nie uznawali choroby za dziedziczną, lecz wywołaną silnymi negatywnymi przeżyciami, lub gdy uważali, że jest to na przykład zemsta ze strony placówek zdrowotnych. Jeden z rodziców napisał nawet prośbę do „siostry” Adolfa Hitlera – Ewy Braun, z prośbą, aby we właściwy sposób przedstawiła ją Führerowi. Treść tych odwołań, próśb, wyraża ogromny dramat zarówno chorych, jak i ich rodzin.

### Adopcja
Ustawy eugeniczne obejmowały też prawo adopcyjne. Dzieci uznane za obciążone dziedzicznie oraz chore lub małowartościowe fizycznie, intelektualnie i moralnie w zasadzie pozbawione były możliwości adopcji. W przypadku jakichkolwiek nieprawidłowości zdrowotnych u dziecka adoptowanego zauważonych w późniejszym czasie można było je zwrócić. Zwrot dziecka był uzasadniony także w sytuacji stwierdzenia różnic rasowych oraz wykrycia u biologicznych rodziców nieprawidłowości zdrowotnych. I nawet gdy adopcyjni rodzice nie chcieli, mimo wiedzy o uznaniu biologicznych rodziców za chorych, zwrócić dziecka, które rozwijało się prawidłowo, zmuszano ich do tego np. nakazem sądu lub innej instytucji. Nierzadkie były też przypadki nadużywania tej ustawy przez adopcyjnych rodziców. W razie zmiany planów życiowych lub najmniejszego rozczarowania się adoptowanym dzieckiem, a zwłaszcza wobec trudności wychowawczych – rodzice adopcyjni, wykorzystując przepisy ustawy, zwracali dziecko do przytułków, unieważniając adopcję. Działo się tak często, gdy zmarł jeden z małżonków lub urodziło im się własne potomstwo oraz gdy wystąpiły inne trudności życiowe; naginano sytuację do przepisów ustawy z 1933 r. oraz ustawy z 1938 r. w sprawie zawierania małżeństw i adopcji.
Rodzice adopcyjni w uzasadnieniu pisali np.: że 16-letnia dziewczynka ma wybujały temperament seksualny, co potwierdził psychiatra, uznając to za obciążenie dziedziczne po matce, która posiadała pięcioro dzieci nieślubnych, a tylko dwoje pochodziło od tego samego ojca; że dziecko robi sobie wolne w godzinach zajęć gimnastycznych oraz sprawia trudności wychowawcze; że chłopiec robi się zuchwały wobec rodziców, ma upodobanie do kradzieży, kłamstwa i brutalności, ponieważ pobił przywódcę organizacji młodzieżowej Jungvolku itp.
Znane są też przypadki wystąpienia o unieważnienie adopcji przez adoptowane dzieci. Na przykład pewna przysposobiona córka wystąpiła o rozwiązanie adopcji z uwagi na „żydowski wpływ” matki adopcyjnej na jej wychowanie oraz prawdopodobne wtrącanie się w sprawy jej przyszłej rodziny. Powody rasowe najczęściej dotyczyły jednak zauważenia u adoptowanego dziecka oznak charakterystycznych dla Żydów. Dziecko poddawane było wówczas badaniu pod względem rasowym. Zdarzało się, że rodzice niesłusznie przypisywali dziecku cechy żydowskie, które w badaniu się nie potwierdzały, wobec czego unieważnienie adopcji nie dochodziło do skutku. Zgodnie z ustawą adopcja nie obejmowała Żydów i dzieci z domieszką krwi żydowskiej pierwszego i drugiego stopnia oraz „obcych rasowo”, tj. innych narodowości lub z domieszką innej krwi niż niemiecka. Dzieci przed adopcją były skrupulatnie badane – krew, choroby, wywiad o biologicznych rodzicach, a także cechy zewnętrzne, zatem ich przysposobienie możliwe było dopiero w wieku umożliwiającym postawienie pełnej diagnozy. Czasem oddawano dziecko pod opiekę przyszłych rodziców, a dopiero np. w wieku szkolnym zawierano umowę adopcyjną lub nawet później.

## Utopijna koncepcja „rasy panów”
W celu udowodnienia wyższości rasy aryjskiej utworzona została przez H. Himmlera nazistowska instytucja badawcza (1935 r.) Ahnenerbe (Towarzystwo Badawcze nad Pradziejami Spuścizny Duchowej, Niemieckie Dziedzictwo Przodków). Jednostka ta, poprzez badania z zakresu historii, antropologii, etnografii i archeologii, miała dowieść wyższości rasy aryjskiej. Na początku 1939 r. została włączona do SS, a w czasie II wojny światowej Ahnenerbe pomagała w przeprowadzaniu eksperymentów pseudomedycznych w obozach koncentracyjnych. Po wojnie Trybunał Norymberski uznał jej działalność za zbrodniczą. Badacze Towarzystwa jeździli na Bliski Wschód, do Tybetu i w inne miejsca na świecie w poszukiwaniu jakichkolwiek dowodów na bezpośrednie pochodzenie Germanów od mitycznych Ariów („szlachetnych”), pierwotnych ludów zamieszkujących prawdopodobnie środkową Azję, która była kolebką cywilizacji irańsko-europejskiej.
W ramach Ahnenerbe powołano 24 placówki naukowe, podejmujące rozmaite prace badawcze, np. jeszcze w 1944 r. placówka nosząca nazwę Wydział Badawczy do Zagadnień Rasowych i Narodowych (Forschungsabteilung) prowadziła badania, w jaki sposób zachowują się poszczególne rasy w walce, czy opracowywała materiały na temat cech „duszy i charakteru narodów podbitych”. Włączając się do podejmowanych „badań naukowych” na terenie obozów koncentracyjnych Ahnenerbe prowadziła m.in. eksperymenty w Dachau „z zakresu stosowania komory niskich ciśnień i badania wpływu tego ciśnienia na organizm ludzki, działania zimna, środków przyśpieszających krzepnięcie krwi, zaś w obozie koncentracyjnym w Natzweiler doświadczenia na ludziach dotyczące gazów trujących i tyfusu plamistego” oraz w szczególności realizowano eksperymenty sterylizacyjne.

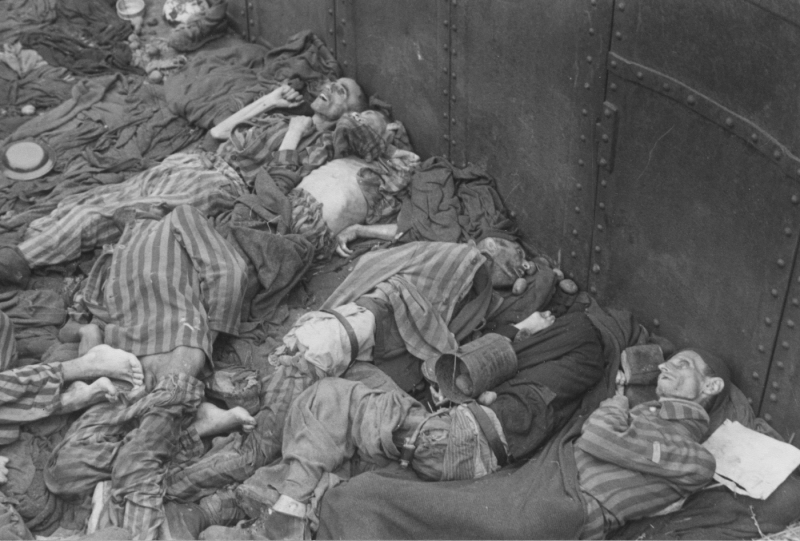
Ludobójstwo w Dachau

Terminy „rasa”, „naród”, „nordycy”, „Germanie”, „Aryjczycy” były używane na wiele sposobów, czasem zamiennie, czasem odmiennie, rozmaicie przez poszczególnych eugeników i polityków, powodując duże zamieszanie. W Trzeciej Rzeszy autorytarnie, w sposób odgórny, wprowadzano pewne terminy, które musiały obowiązywać, i nie rozwodzono się specjalnie nad ich sensem czy zakresem znaczeniowym. Hitler używał terminów „rasa”, „naród”, „gatunek”, „plemię” jako określeń równoznacznych, które zazwyczaj stosował zamiennie. Także inni przywódcy nazistowscy traktowali pojęcie rasy nieprecyzyjnie i dość niefrasobliwie, ale mogło to być zamierzone, gdyż zabieg ten zwiększał pole manewru w stosowaniu dowolnych terminów w stosunku do dowolnej grupy.
Rasiści forsowali pogląd, że krzyżowanie ras jest wielce niekorzystne dla zachowania czystości rasy wyższej. To właśnie domieszki innych ras – w ich mniemaniu – nie tylko wpływają negatywnie na jej rozwój, ale wręcz są czynnikami sprawczymi postępującej degeneracji narodu. Innym dość niebezpiecznym przekonaniem była wiara w przyporządkowanie poszczególnym rasom predyspozycji do pewnych chorób. Uważano, że zarówno choroby dziedziczne, jak i różnice rasowe uwarunkowane są mutacją genową. Poza tym przekonanie rasistów o najwyższej wartości nordyków, których cechować miały zarówno piękno zewnętrzne (sylwetka, siła fizyczna), jak i duchowe (intelekt, charakter), nakazywało chronić tę rasę przed innymi. Wiara we własną potęgę przeradzała się w pogardę dla innych narodów, uważanych za słabsze, i pozwalała stosować wobec nich brutalne prawo.
Niektóre rasy zostały przewidziane do całkowitego unicestwienia, i to niezależnie od stanu zdrowia, pozycji społecznej, wykształcenia ich członków. Z góry zakwalifikowane zostały jako dysgeniczne i mało wartościowe. W doktrynie niemieckiej byli to Żydzi, Romowie, a w dalszej perspektywie – Polacy i Słowianie w ogóle. Również mieszkańcy południowych terenów Europy zaliczeni zostali do gatunku podrasy. Używano określenia, że osoba bądź jakaś grupa ludzi „eugenicznie się źle prezentuje”, mając na myśli zazwyczaj tylko ich wygląd zewnętrzny, a ściślej mówiąc, cechy odnoszące się do statusu ekonomicznego lub stanu higienicznego, ponieważ takie stwierdzenia formułowano już na „pierwszy rzut oka”.
Początkowo – na podstawie koncepcji rasowej antropologów – cała rasa żółta uznawana była za niższą od białej, co jawnie głosili eugenicy niemieccy. W okresie hitleryzmu Japonia nawiązała sojusze gospodarcze i militarne z Niemcami, które były sukcesywnie rozwijane i umacniane. W tej sytuacji oficjalne stanowisko eugeników uległo zmianie, gdyż zaczęto głosić, że Japończyków należy również zaliczyć do Aryjczyków, a dokładnie uznano ich za „honorowych Aryjczyków”. Nie można było inaczej, bowiem Japończycy musieli stać się godni sojuszu z „najwyższą z ras”, a poza tym nie można było ich zrażać rasistowskimi koncepcjami. Japończycy nie mogli wydawać się gorsi rasowo, a tym samym kulturowo i cywilizacyjnie, bo inaczej ucierpiałby sojusz gospodarczy, a nade wszystko militarny.
Hitlerowcy sprawy militarne stawiali na pierwszym miejscu, czyli podbój świata był priorytetem (z wyjątkiem, być może, kwestii żydowskiej). Celom militarnym podporządkowane były wszystkie inne: gospodarcze, oświatowe, kulturalne, naukowe, a także ideologiczne (łącznie z ideologią eugeniczną). Na potrzeby militarne Japończycy zostali uznani za Aryjczyków, za naród spełniający wysokie standardy rasowe, mimo że wcześniej zostali ich pozbawieni. W podobny sposób potraktowano Włochów: niektórzy antropolodzy i większość eugeników uważali ludy śródziemnomorskie i generalnie osoby z ciemnymi włosami w hierarchii rasowej za niżej postawione od blondynów (rzecz dotyczyła nawet członków własnego narodu), jednakże więzi faszystowskie między obu krajami i późniejszy ścisły sojusz militarny złagodził znacznie dyktat rasowy w tym zakresie, co pozwoliło uznać Włochów za „południowych Aryjczyków”.

## Eugeniczna propaganda
Propagowanie nowego ruchu eugenicznego w Niemczech rozpoczęto w końcu XIX stulecia wraz z ukazywaniem się pojedynczych publikacji na temat możliwości doskonalenia gatunku ludzkiego. Od początku XX w., gdy działały już towarzystwa eugeniczne, prowadzono regularne uświadamianie eugeniczne w czasopismach i broszurach w wielkich nakładach, tak, aby każdy Niemiec miał w domu eugeniczną literaturę. Ponadto organizowane były liczne wykłady, szkolenia, wystawy, wyświetlano filmy. Niezwłocznie też zabiegano o wprowadzenie przedmiotu higiena ras do nauczania zarówno akademickiego, jak i w szkołach. Najszybciej przedmiot ten trafił do programu studiów medycznych (ale do 1936 r. nie kończył się odrębnym egzaminem), a później sukcesywnie na inne kierunki oraz do szkół średnich. Procedura wprowadzania higieny ras na uczelnie trwała dość długo, jak na tak duże poparcie władz państwowych, bo do 1945 r., z tym że samodzielne katedry higieny ras istniały na co drugiej niemieckiej uczelni. Zatem przedmiot ten wykładany był nie tylko na uczelniach medycznych, ale m.in. na wydziałach prawa i na filozofii; np. na Uniwersytecie Wrocławskim w 1934 r. tylko wydział teologiczny nie miał specjalisty w dziedzinie higieny ras. Wprowadzono również obowiązkowe trzytygodniowe (co 5 lat) szkolenia z zakresu postępów medycyny (głównie z problematyki higieny ras), poradnictwa przedmałżeńskiego oraz technik sterylizacji dla lekarzy poniżej 60 roku życia. To na nich spoczywał obowiązek kwalifikowania pacjentów do sterylizacji.
Poza odpowiednim przygotowaniem absolwentów szkół wyższych w zakresie polityki ludnościowej, władze zadbały o kształcenie szerokich rzesz obywateli, w tym średniego personelu medycznego oraz nauczycieli. W tym celu została powołana w 1934 r. w Dreźnie Państwowa Akademia dla Ochrony Rasy i Zdrowia, która – jako pierwsza placówka tego typu – miała być wzorcowym centrum szkolenia także (poza wymienionymi grupami osób) dla sędziów, urzędników administracji państwowej, urzędników stanu cywilnego, przywódców oddziałów SS i SA oraz organizacji kobiecych NSDAP.
W ramach powszechnej edukacji w zakresie nauki o rasie organizowane były też wystawy, które poprzez plastyczne i proste ekspozycje miały docierać do wszystkich zwiedzających, prostych obywateli Rzeszy, niewykształconych i niezaangażowanych bezpośrednio w działalność eugeniczną. Wystawy te były skrupulatnie i kompleksowo opracowane. Przedstawiano na nich dane z zakresu wiedzy o dziedziczności, antropologii; były wykresy, tabele, eksponaty antropologiczne (czaszki z różnych okresów) itp. Pokazywany był ideał piękna rasy nordyckiej w formie np. popiersia, portrety zasłużonych antropologów, niekiedy organizowano odczyty i pogadanki oraz zwiedzanie wystawy z przewodnikiem. Wszystkie te zabiegi miały na celu przekonanie do słuszności idei rasowej – i w efekcie – do zrozumienia i poparcia prowadzonej w tym czasie w Niemczech polityki ludnościowej. Szczególnie dbano o sprawianie wrażenia, że wystawa ma charakter „naukowy”, tzn. dostarcza wiedzy pewnej, a więc informacji, z którymi się nie dyskutuje. Wprost informowano o kłamstwie, którego dopuścili się jakoby zwolennicy liberalizmu, mówiąc o równości wszystkich ludzi.
Wystawy organizowano na masową skalę, miały one zazwyczaj charakter tematyczny. Jak podaje M. Musielak (prof. historii medycyny) „Pokazywane w setkach kopii umacniały przekonanie o słuszności wprowadzenia ustawy sterylizacyjnej i zagrożeniu, jakie czyha ze strony «obłąkanych», którzy niekiedy są Żydami bądź przestępcami”. Z czasem rezygnowano z elementów naukowych, tabel i wyliczeń, na rzecz plastycznych form, np. eksponowania organów ludzkich, a nawet całych organizmów wykonanych z tworzyw sztucznych. Ten sposób uświadamiania biologizmu człowieka miał uprzytamniać jednostce, że jest częścią większej zbiorowości, na rzecz której należy zrzec się osobistych pseudokorzyści dla dobra narodu, jego zdrowych cech rasowych i trwania w łańcuchu pokoleń.
A oto niektóre tytuły wystaw urządzanych w tym czasie: „Rasa i polityka”, „Dla dziedzicznie zdrowego potomstwa”, „Dziedzicznie zdrowy i dziedzicznie chory”, „Wieczny naród”, „Cud życia”. Ta ostatnia wystawa objazdowa (zresztą tak jak większość), zorganizowana przez drezdeńskie Muzeum Higieny w 1935 r. w Berlinie, została otwarta przez samego ministra spraw wewnętrznych Wilhelma Fricka, co nadawało jej odpowiednią rangę. Dla potrzeb tej wystawy opracowano specjalny przedmałżeński dekalog:
1. „Pamiętaj, że jesteś Niemcem.
2. Jeśli nie jesteś obarczony chorobą dziedziczną, nie powinieneś trwać w stanie bezżennym.
3. Zachowaj swe ciało w czystości.
4. Dbaj też o czystość ducha i umysłu.
5. Jako Niemiec wybierz partnera tej samej nordyckiej krwi.
6. Wybierając małżonka, pytaj o jego przodków.
7. Zdrowie jest też warunkiem piękna fizycznego.
8. Żeń się tylko z miłości.
9. Nie szukaj kompana do zabawy, lecz towarzysza związku małżeńskiego.
10. Postaraj się o jak największą liczbę dzieci”[65].

Wystawy miały charakter wybitnie propagandowy, służyły poparciu polityki państwa, wkraczającej agresywnie w intymne dotąd sfery życia prywatnego oraz ograniczającej prawa jednostki na rzecz zbiorowości. „Narodowy socjalizm wdzierał się w najintymniejsze sfery życia i podporządkowywał sobie sferę seksualną ludzi”.

## Segregacja rasowa: sterylizacja, eksterminacja, prokreacja
W okresie Trzeciej Rzeszy służba zdrowia organizowana była na nowych, eugenicznych zasadach, a lokalne placówki eugeniczne, mające do tej pory względną swobodę, zostały podporządkowane jednej naczelnej organizacji z siedzibą (na powrót) w Monachium. Ustalono dla tej organizacji zarządzanie typu wodzowskiego (z Ernstem Rüdinem na czele), z tym że całkowicie podlegała ona państwowej komisji zdrowia. Poza Rüdinem naczelne stanowiska w służbie zdrowia i polityce ludnościowej oraz urzędach ds. rasowych otrzymali Alfred Ploetz, Hans Günther, Walter Gross, Gerhard Wagner. Urzędy te były ściśle związane z NSDAP, obsadzone przez aktywnych członków tej partii. Utworzono Urząd do spraw Rasowych i Urząd do spraw Zdrowia Narodowego; w Urzędzie Zdrowia Rzeszy powstał Wydział do spraw Medycyny Dziedziczności (Erbmedizin) z czterema podwydziałami: Instytutem Podstaw i Praktyki Ochrony Rasy i Zdrowia Dziedzicznego, Instytutem Biologii Kryminalnej, Instytutem Higieny Ras i Biologii Populacji oraz Instytutem Badań Dziedziczności. Wszystkie te liczne placówki podległe służbie zdrowia, jak widać, nastawione były na kwestie dziedziczności, mniej lub bardziej związane z higieną ras.

### Sterylizacja
14 lipca 1933 r. (z mocą od 1 stycznia 1934 r.) została wprowadzona przez rząd, z pominięciem parlamentu, ustawa o ochronie przed potomstwem dziedzicznie chorym. Dotyczyła ona następujących schorzeń: wrodzony niedorozwój umysłowy, schizofrenia, psychoza maniakalno-depresyjna, dziedziczna padaczka, pląsawica Huntingtona, dziedziczna ślepota, dziedziczna głuchota, ciężkie dziedziczne cielesne wady rozwojowe, ciężki alkoholizm. Ustawa ta później poddawana była nowelizacjom. Liczba osób, które zakwalifikowano do sterylizacji, zwiększyła się z 300 tys. w 1930 r. do około 400 tys. Do wybuchu wojny wykonano aż 375 tys. zabiegów, „w tym: 200 tys. [na osobach] niedorozwiniętych, 73 tys. chorych na schizofrenię, 57 tys. epileptyków i 30 tys. alkoholików”. „Jak szacowano na łamach «Völkischer Beobachter», koszt tej operacji miał wynieść 14 milionów marek, z czego 10 milionów kosztować miały zabiegi sterylizacji u kobiet, zaś 4 miliony sterylizacje u mężczyzn”.
Wśród przyczyn wprowadzenia sterylizacji względy dziedziczności były główne, ale nie jedyne. Niebagatelną wagę miały też powody ekonomiczne, które trafiały do wielu Niemców bardziej niż zawiłości eugeniki. Niektórzy higieniści ogólną liczbę „osób niepożądanych” w społeczeństwie niemieckim szacowali na około 20 mln, czyli prawie 1/3 ludności. Biorąc pod uwagę najbardziej fanatycznych eugeników, można przyjąć, iż liczba ta nie była przesadzona. Pojawiały się propozycje, aby na liście do sterylizacji umieszczać całe rodziny, w których pojawiły się jakiekolwiek patologie, a nawet chorych na typowe schorzenia oraz przeciwników politycznych. Zdaniem Hannah Arendt (filozof niemiecka pochodzenia żydowskiego) „nazistowski motor zniszczenia nie zatrzymałby się nawet przed Niemcami”, co „wynika niezbicie z ustawy o zdrowotności w Rzeszy”, w której „proponuje się […] «izolowanie» od reszty ludności wszystkich rodzin, w których występują dolegliwości serca i płuc. Jest oczywiste, że następny punkt tego programu przewiduje ich fizyczną likwidację”.
W kręgach NSDAP istniało pełne przyzwolenie na eliminację z narodu niemieckiego jednostek „niepełnowartościowych” pod względem fizycznym i społecznym. Na zjeździe NSDAP w Norymberdze w 1929 r. Hitler podjął temat polityki selektywnego dzieciobójstwa stosowanego w starożytnej Sparcie jako model dla Niemiec, w kontekście osłabienia narodu niemieckiego w wyniku zakłócenia procesu naturalnej selekcji. Zauważył, że gdyby z miliona dzieci, które rodzą się co roku w Niemczech, usunąć 700–800 tys. najsłabszych, to końcowym efektem mogłoby być zwiększenie siły narodu. Część z nich – jak twierdzili higieniści – również zaśmiecała tę najbardziej kulturotwórczą rasę (nordycką) i osłabiała ją biologicznie, będąc nieprzydatnymi, mało wydajnymi, obciążającymi finansowo państwo członkami społeczeństwa. Z tych powodów powinni być wyeliminowani jak najszybciej.
W tym histerycznym poszukiwaniu osób, które należałoby poddać sterylizacji, w myśl hasła: „kto jeszcze zanieczyszcza rasę niemiecką”, padła propozycja (już w czasach weimarskich), aby ubezpłodnić także mieszańców pochodzenia niemiecko-afrykańskiego oraz niemiecko-arabskiego, czyli tzw. bastardów. Mówiono o bastardyzacji rasy, spowodowanej mieszaniem się ras, co prowadzić miało do pogorszenia rasy nordyckiej. Grupa ta nie była objęta ustawą o sterylizacji, zatem polecenie wydał sam Adolf Hitler i potajemnie oraz pod przymusem przeprowadzono akcję (nadzorowaną przez Rüdina, Lenza i Grossa) wysterylizowania około 500 osób, tzw. Rheinlandbastarde.
W Mein Kampf Hitler twierdził, że trzeba uznać „za niezdatnych do prokreacji tych wszystkich, którzy skażeni są widoczną chorobą dziedziczną lub są jej nosicielami oraz że muszą być zastosowane środki praktyczne, aby takie osoby poddać sterylizacji”. Jednakże dane liczbowe i inne informacje o sterylizacji sam Hitler polecił utajnić, żeby za bardzo nie zrażać prasy zagranicznej. Stąd liczby dotyczące tych praktyk są rozbieżne u różnych autorów. Poza tym nie ustała dyskusja i kontrowersje wobec kryteriów kwalifikowania do sterylizacji. Narastał też opór coraz liczniejszej grupy osób dotkniętych ustawą oraz ich rodzin, toteż polemiki dotyczące sterylizacji wzmogły się, zwłaszcza że trwały one także wśród samych eugeników. Chodziło m.in. o to, czy kryteriów kierowania do sterylizacji powinny dostarczać historie chorób w rodzinie czy testy na inteligencję. Poza tym zbliżała się wojna, więc potrzebowano możliwie jak największej liczby ludzi, mężczyzn do wojska, kobiet do pracy w fabrykach, a sterylizacje uniemożliwiały zwiększanie rozrodu.
Postępowanie wobec przestępców seksualnych ujęto w ramy odrębnej ustawy, aby nie mieszać nadrzędnych spraw dziedziczenia z karą, tzn. aby nie rozpowszechniać przeświadczenia, że sterylizacja ma cokolwiek wspólnego z karą.
Obowiązek zgłoszenia pacjentów do sterylizacji spoczywał głównie na barkach lekarzy (gdy sam pacjent nie podjął takiej decyzji), co rodziło niemałe uciążliwości, zwłaszcza dla lekarzy prowadzących prywatne praktyki, bowiem takie postępowanie podkopywało do nich zaufanie. Poza lekarzami wnioski w sprawie sterylizacji zgłaszać mieli opiekunowie, dyrektorzy placówek zdrowotnych, czasem władze policyjne, kierownicy zakładów karnych, prokuratorzy, a także pomocniczy personel medyczny oraz nauczyciele. Rozpatrywać je miały zawsze komisje składające się z lekarzy (zalecano, aby jeden był specjalistą w danym schorzeniu), w przypadkach wątpliwych sprawę rozstrzygać miał sąd. Dzieciom w szkołach pozakładano szczegółowe kwestionariusze, które zawierały wnikliwą ocenę zdrowia i wywiad o rodzinie. Władze gromadziły wszelkie dane o niemal każdym członku społeczeństwa, co mogło w przyszłości przydać się totalitarnemu reżimowi. Na publiczną służbę zdrowia nałożone zostały funkcje swego rodzaju policji medycznej, która miała monitorować choroby zakaźne i inne, także izolować chorych psychicznie.
Osoba zakwalifikowana do sterylizacji oprócz danych o zdrowiu, rodzinie i krewnych, musiała przejść test na inteligencję, który bardzo często przesądzał o jej wykonaniu. Pytania dotyczyły wiedzy ogólnej oraz z zakresu historii, geografii, matematyki i ewentualnie innych dziedzin. Trzeba było na przykład wytłumaczyć różnicę między pomyłką a kłamstwem, pożyczką i podarkiem czy między drabiną a schodami. Pacjent musiał wykazać się też orientacją w cenach środków spożywczych, w wysokości opłat pocztowych itd. Zadawano pytania typu: „Po co są sądy?”, „Dlaczego dzieci chodzą do szkoły?” Innym zadaniem było ułożenie sensownego zdania z rozrzuconych wyrazów, np.: „żołnierz – wojna – ojczyzna”, „myśliwy – zając – pole”. Pytano o znaczenie różnych przysłów, np. „niedaleko pada jabłko od jabłoni”, a także badano rozeznanie w kwestiach moralności przez stawianie pytań: „Dlaczego należy się uczyć?”, „Dlaczego nie wolno podpalić domu?”, „Co to jest wierność, honor, skromność?” Najtrudniejsze zadanie, jakie stawiano testowanym, dotyczyło pamięci. Prowadzący test rzucał liczbę, np. czterocyfrową, lub luźne słowa (dom, drzwi, kapelusz, głowa, serce, ból, ołów, lekarz), bez konkretnego polecenia, następnie opowiadał jakąś historyjkę, a potem kazał powtórzyć liczbę i słowa. Nawet pacjenci z doskonałą pamięcią nie dawali sobie rady z tą częścią testu, co kwalifikowane było jako niedorozwój.

### Eutanazja
Jeśli chodzi o eutanazję, to zamysł ten powstał w konsekwencji rozpatrywania całości ustawodawstwa eugenicznego Trzeciej Rzeszy. Dyskusja o ewentualności wprowadzenia eutanazji pojawiła się jeszcze przed dojściem Hitlera do władzy. W 1920 r., po opublikowaniu pracy o dopuszczalności niszczenia życia niegodnego (Zezwolenie na niszczenie istnień niegodnych życia) prawnika Karla Bindinga (autor) i psychiatry Alfreda Hochego (obszerny komentarz), rozgorzała dyskusja na ten temat. Autorzy nie widzieli żadnego argumentu na rzecz podtrzymywania życia nieuleczalnie chorych. Wprowadzając pojęcie egzystencji balastowych (Balastexistens), wykorzystywane przez propagandę nazistowską, wyszczególnili oni trzy kategorie pacjentów, których życie określili jako niewarte przeżycia: (1) osoby nieuleczalnie chore, ranne lub cierpiące oraz (2) nieuleczalni idioci (osoby chore psychicznie), a także (3) martwi umysłowo – osoby w śpiączce. W Republice Weimarskiej zaczęto rozważać możliwość eutanazji nie tylko na życzenie nieuleczalnie chorych, lecz również bez względu na ich wolę. Zaczęto głosić, że „Niemcy powinni pójść śladem Spartan i Eskimosów, godząc się na zabijanie kalekich dzieci bądź nieporadnych starców”. Na przykład A. Ploetz z uznaniem wypowiada się o praktykach w Sparcie, które mimo bólu po stracie chorego niemowlęcia, przynosiły korzyści społeczeństwu. W dobie braku środków na służbę zdrowia możnaby zaoszczędzone pieniądze przeznaczyć na zdrowych (normalnych) pacjentów.
W Trzeciej Rzeszy programy sterylizacji i eutanazji przygotowywali tacy uczeni, jak profesor psychiatrii Ernst Rüdin (szwagier Ploetza), profesor Alfred Ploetz, profesor Fritz Lenz. Pomimo że (aktem z 1933 r.) wysterylizowano kilkaset tysięcy mieszkańców Rzeszy, to jednak rezultaty nie zadowalały eugeników i nazistów, dlatego że osoby te pozostawały nadal na utrzymaniu państwa. Rozpoczęto więc eutanazję, która likwidowała problem leczenia i utrzymania chorego i także jego ewentualną sterylizację. Fizyczna eliminacja wielu osób była naturalną konsekwencją sterylizacji, ponieważ osoby, które były już wysterylizowane, później przeznaczone były do eutanazji.
Już na kilka lat przed wojną Hitler osobiście omawiał z naczelnymi lekarzami możliwość wprowadzenia eutanazji upośledzonych noworodków oraz pensjonariuszy zakładów opiekuńczych i szpitali. Naziści uznali, że osoby upośledzone nie pasują do rasowego ideału. Ale był i drugi powód, podnoszony równie często – względy ekonomiczne. W tym celu rozpoczęto odpowiednią propagandę, były to m.in. filmy, ale i np. zadania matematyczne w szkole. Po rozpoczęciu działań wojennych podjęto przygotowania do przeprowadzenia akcji, a w październiku 1939 r. Hitler podpisał antydatowane rozporządzenie w sprawie eutanazji. Ze względu na skutki polityczne, rozporządzenie utrzymało formę wewnętrzną, tzn. nie zostało podane do publicznej wiadomości.
Eliminowanie chorych psychicznie odbywało się głównie ze wskazań społecznych, miało ono charakter półoficjalny, chociaż w dużej mierze zaakceptowane zostało przez społeczeństwo i przede wszystkim przez lekarzy. Niektórzy z nich mieli obiekcje, czy przyniesie to spodziewane rezultaty dla tzw. czystości rasy. Protestowały, delikatnie wprawdzie, niektóre nieliczne zresztą grupy społeczne, najwięcej z katolickich środowisk kościelnych, ale nie przyniosło to żadnego efektu. Od 1940 r. (wg raportu centrali T4) do września 1941 r. zamordowano w Niemczech 70 273 pacjentów, a oszczędność dla budżetu niemieckiego wyniosła 885 439 800 marek niemieckich. Akcja ta nazwana była E-Aktion, od „E” – jak eutanazja, lub posługiwano się bardziej rozpowszechnioną nazwą T4, od nazwy ulicy – Tiergartenstrasse 4, gdzie mieścił się zarząd nadzorujący tę akcję. Ingo Loose (niemiecki historyk i wykładowca – Institut für Zeitgeschichte w Berlinie) szacuje liczbę uśmierconych pacjentów na około 100 000 (a Trybunał Wojskowy podał nawet liczbę 275 000 ofiar) i dodaje, że w tej sprawie były stosunkowo najsilniejsze protesty i być może dlatego oraz z obawy przed wykryciem procederu przez aliantów, po roku 1941 zaprzestano eutanazji na dorosłych pacjentach na tak dużą skalę lub ją jeszcze bardziej zakamuflowano. Z kolei Jan Mikulski przypuszcza, że Hitler wydał ustną dyspozycję zachowania większej staranności w ukrywaniu procederu eutanazji, ponieważ z powodu ciężkiej sytuacji na froncie wschodnim zależało mu na większym poparciu, a nie podejrzliwości i protestach. Jednakże akcja T4 była kontynuowana. W kwestii liczby uśmierconych w ten sposób chorych istnieją duże rozbieżności. Bierze się to stąd, że często przyczyna zgonu była fałszowana, że brakuje dokumentacji itp. Liczba ta nie uwzględnia także eutanazji wykonanych po 1941 r., nie obejmuje chorych dzieci ani ofiar eutanazji prowadzonych w obozach koncentracyjnych oraz na terenach okupowanych.
W 1942 r. przesłano zalecenia do wszystkich szpitali psychiatrycznych, aby stosować głodówkę u pacjentów, u których nie widać postępów leczenia i w ten sposób wkrótce dochodziło do obrzęków głodowych i w rezultacie do śmierci. Niektórzy psychiatrzy wyprzedzali nawet odgórne zalecenia, działając na własną rękę i stosując niezwykle drastyczne metody, np. zwyczajnie wyrzucano chore dzieci przez okno. „Nazizm dawał znakomitą okazję, zwłaszcza dla niemieckiej psychiatrii, której etyka w pewnym sensie wyprzedziła narodowy socjalizm. Podczas pierwszej wojny światowej w szpitalach Prus i Saksonii pięćdziesiąt trzy tysiące pacjentów psychiatrycznych zmarło z głodu”. Ingo Loose odnotowuje, że już przed I wojną światową stosowano tzw. eutanazję głodzeniem w szpitalach i przytułkach, w wyniku której uśmiercono około 70 tys. chorych.
Uśmiercanie chorych psychicznie w 1939 r. zaczęło się spontanicznie, bez rozkazu i początkowo bez ustawy. Środowiska lekarskie przystąpiły do akcji wyjątkowo gorliwie. Najbardziej bezkarni czuli się lekarze w uśmiercaniu niemowląt, które zabijano masowo, najczęściej zastrzykiem luminalu bądź skopolaminy, lub też głodzono je na śmierć. Podobne metody stosowano u dorosłych, a kiedy uznano je za nieefektywne, rozpoczęto zabijanie gazami: tlenkiem węgla, spalinami samochodowymi, w końcu – cyjanowodorem. Pierwsze prymitywne komory gazowe do eliminowania chorych powstały w szpitalach psychiatrycznych na okupowanych polskich terenach: w Owińskach k. Poznania i w Poznaniu w Forcie VII, w Świeciu i Kocborowie. Korzystano też z „ruchomych komór” – wyglądających jak meblowozy.

### Lebensborn, źródłem prokreacji
Zarówno sterylizacja, jak i eutanazja powodowały uszczuplenie stanu liczebnego ludności, zrodził się zatem pomysł (częściowo już realizowany w tzw. koloniach wewnętrznych) pilnej potrzeby zwiększenia dorodnych rasowo osobników czystej krwi niemieckiej.
Sprawą tą zajął się osobiście Heinrich Himmler, tworząc organizację Lebensborn, czyli „źródło życia”. Według statutu była to instytucja społeczno-charytatywna, do której zadań należało wspieranie rodzin wielodzietnych, samotnych matek, kobiet ciężarnych, promowanie zwiększania przyrostu naturalnego oraz restrykcyjne przeciwdziałanie aborcji. Instytucja ta miała także drugie oblicze, skrywane przed opinią publiczną, co rodziło podejrzenia nielegalnej działalności. Zresztą już same zapisy statutowe pozostawiały wiele do życzenia. Placówkami Lebensborn kierował Max Sollmann, ale właściwie to Himmler zarządzał tą organizacją: starannie dobierał, powoływał i odwoływał szefów zarządu i członków w sposób arbitralny. W publicznym przemówieniu, jeszcze przed wojną, Himmler podał, jak wysoki jest odsetek wykonywanych aborcji („spędzania płodu”), oraz szkody, jakie dla narodu wynikają przez stratę około 400 tysięcy dzieci rocznie. Wypowiedział się krytycznie w tej kwestii, zapewniając jednocześnie, że państwo postara się uchronić matki i małżeństwa, które przed takim problemem staną. Zachęcał też do wzmożonej prokreacji. Pomysł nie był nowy, ponieważ już w latach 1913–1915 w czasopiśmie „Ostara”, wydawanym przez Jörga Lanza von Liebenfelsa (okultysty i pogańskiego mistyka), oprócz przewidywanego zbawienia świata przez aryjskiego herosa, pisano: „We własnych «domach hodowlanych» miały potem «matki hodowlane» […] być pokrywane przez czystych rasowo, aryjskich samców rozpłodowych (Ehehelfern)”.
Jeszcze przed wojną Himmler, przewidując duży ubytek krwi podczas planowanej wojny, nakazał płodzić dzieci także osobom niezamężnym i nieżonatym, a ich potomstwem w trudnej sytuacji materialnej miało się zająć państwo. Oczywiście chodziło bezwzględnie o dzieci rodziców czystej rasowo krwi, o rodowodzie zbadanym pod względem rasowym od 1800 r. I chociaż trudno stwierdzić, jaki dokładnie miał oddźwięk ten nakaz, to – zdaniem D. Schmitz-Köster – zwiększył się rzeczywiście przyrost naturalny. Podobno niektóre kobiety mogły teraz dać upust swojej seksualności, bez narażania swej opinii. Początkowo do Lebensborn zgłaszały się kobiety, których pochodzenie kwestionowano lub w rodzinie odkryto kogoś chorego, np. z epilepsją, zatem ich „ofiarność” była odrzucana. Zdecydowanie też wzrosła liczba niezamężnych kobiet, które rodziły dzieci. Po rozpoczęciu wojny (1939 r.) przyrost naturalny oczywiście zmniejszył się znacznie, ale nie tylko z powodu działań wojennych, zmalała również liczba urodzeń i nie pomagały nawet zachęty finansowe. Liczba aborcji natomiast wzrastała, toteż od 1943 r. wprowadzono karę śmierci za aborcję. „Tymi dwoma elementami «polityki rasowej» – zabijaniem jednych, rozmnażaniem drugich – narodowi socjaliści posługiwali się również w okupowanych krajach. Także tutaj prześladowano i mordowano Żydów i «Cyganów», także tutaj «specjaliści od rasy» rozglądali się za «dobrą krwią», żeby dostarczyć ją «Wielkoniemieckiej Rzeszy»”.
Roman Hrabar twierdzi, że istnieją opinie, iż Lebensborn to wyłącznie placówki położnicze i opiekuńcze nad małymi dziećmi i matkami (co najwyżej z naruszaniem norm prawnych i moralnych), ponieważ nie znaleziono niepodważalnych dowodów na istnienie „domów reprodukcyjnych”, tzw. kopulatorni – jak je nazywa Hrabar. Znane były tylko adresy zakładów położniczych. Autor twierdzi, że „domy reprodukcyjne” istniały z pewnością, ale były one ukryte i nawet niemiecka opinia publiczna nie miała o nich pojęcia. Przytacza wypowiedź jednego z badaczy, piszącego o Lebensborn – Jacques’a Dalarue, który w swojej Historii gestapo pisze, że „dążenia Himmlera osiągnęły punkt szczytowy z chwilą utworzenia Lebensbornu, pewnego rodzaju ludzkiej stadniny, gdzie wybrane według nordyckich kryteriów dziewczęta łączono poza jakimikolwiek legalnymi związkami z SS-Mannami, dobranymi na tych samych zasadach. Urodzone stąd dzieci należały do państwa i miały być wychowywane w specjalnych szkołach”.
Z kolei D. Schmitz-Köster pisze, że nie natrafiła na ślad działalności „ekskluzywnych burdeli”, o których tyle mówiono i pisano w rozmaitych publikacjach, przyjmuje zatem opinię Georga Lilienthala (na którego książkę się powołuje), że tzw. domy kopulacyjne były zamierzone, ale jeszcze nie zrealizowane. Autorka podnosi też problem braku dostatecznej ilości źródeł na temat działalności Lebensborn i podaje, że rozmaite publikacje podnoszą różne aspekty aktywności tej organizacji, także i ten, który mówi o zatraceniu moralnym i obyczajowym w związku z kojarzeniem anonimowym par i płodzeniem dzieci aryjskich.
Niektórzy autorzy (m.in. H. Fränkel i R. Manvell), pisząc o Lebensborn, opierają się na oficjalnym statucie, na publicznych wypowiedziach Himmlera oraz na zeznaniach szefów tej organizacji, sądzonych przez Trybunał Norymberski. Hrabar jednakże twierdzi, że oficjalne dokumenty i sam statut Lebensborn rzeczywiście mówią o ośrodkach położniczo-wychowawczych, humanitarnych i charytatywnych, ale przecież wszelka zbrodnicza działalność była w miarę możliwości ukrywana, zaś dokumenty niszczone.
Organizacja, działając jako fundacja, finansowana była ze składek esesmanów, którzy byli jej członkami (od 1942 r. wprowadzono obowiązek przynależności dla wszystkich członków SS). Wysokość składek zależała od stopnia służbowego, stanu cywilnego, wieku i liczby dzieci: najwięcej płacili kawalerowie i żonaci nieposiadający dzieci. Ośrodki Lebensborn nie utrzymywały się jednak wyłącznie ze składek esesmanów. W statucie ośrodków umieszczono informację, że są one fundacją założoną przez Reichsführera SS, „której celem jest utrzymanie i pomnożenie siły biologicznej narodu niemieckiego”. Znaczna część mienia, jakim dysponowały ośrodki Lebensborn, pochodziła z grabieży i przejmowania majątków osób skazywanych na śmierć lub wysyłanych do obozów koncentracyjnych, uciekinierów itp. – byli to głównie Żydzi i obywatele (w różnym stopniu ograbieni) wszystkich krajów podbitych. Z funduszów NSDAP wpływały do Lebensborn znaczne kwoty – milion marek rocznie oraz, jako dotacje dodatkowe, po 700 tys. marek na rok 1938 i 1939. Nie były to wszystkie źródła dochodów. Wiadomo, że występowano o pomoc finansową do dowództwa Wehrmachtu i że minister finansów przyznał ponownie milion marek, poza tym 200 tys. marek otrzymywano na działalność z Deutsche Versuchsanstalt, 150 tys. marek z firmy Leibl G.m.b.H oraz dotacje z budżetu resortu zdrowia w wysokości 3 mln marek rocznie. Były jeszcze inne źródła dochodów, np. pewne kwoty wpływały z obozów koncentracyjnych oraz z uposażenia pracy niewolniczej robotników zatrudnionych w Trzeciej Rzeszy. Sytuacja finansowa Lebensborn przedstawiała się bardzo dobrze: po zajęciu konta bankowego przez aliantów w 1945 r., aktywa wynosiły około 50 mln 800 tys. marek.
Ośrodki Lebensborn, tzn. niektóre ich działania, budziły wątpliwości nawet opinii niemieckiej, ale jeszcze gorzej rzecz się miała z utrzymywaniem w całkowitej tajemnicy „domów kopulacyjnych” (Begattungsheime). Pojedyncze wieści przedostawały się do społeczeństwa, krążyły również w kręgach wojskowych. Hrabar pisze o zdziwieniu w szeregach Wehrmachtu, gdy z frontu zwalniani byli niekiedy młodzi i zupełnie zdrowi żołnierze, a ci z dolegliwościami pozostawali. Rozeszła się pogłoska o tzw. Hitlerbullen („bykach Hitlera”), zwanych fachowo Erzeuger (reproduktor), bywalcach „domów kopulacyjnych”, gdzie czekały wszelkie rozrywki i kobiety. Podobnie szokująca jest historia pewnej młodej Niemki z Lubeki (Lizamarii Kräntzer), która napisała list do samego Himmlera z prośbą o podanie adresu „domu kopulacyjnego” w pobliżu jej miejsca zamieszkania, ponieważ nie udało się jej ustalić takiego adresu, a wie od przyjaciółki, że takie domy istnieją. Z usług tej Niemki nie skorzystano, a w dodatku wdrożono procedurę ustalenia przecieku. Śledztwo doprowadziło do pewnego młodego lotnika z Monachium, ale że sprawę wszczęto po lipcu 1944 r., dochodzenie nie zostało sfinalizowane.

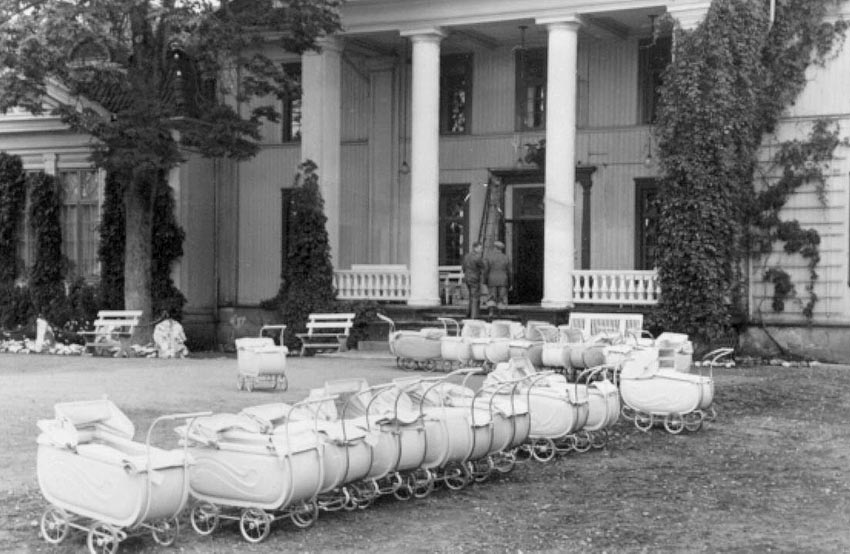
„Dzieci wojny” – Lebensborn (Norwegia)

Po napaści Niemiec na Związek Radziecki (1941 r.), kiedy było już wiadomo, że działania wojenne się przedłużają, a liczba zabitych na froncie drastycznie wzrasta, powzięto decyzję o zwiększeniu populacji germańskiej poprzez kradzież dzieci (spełniających kryteria nordyckie) i dodatkowe rodzenie dzieci przez kobiety z innych krajów germańskich, np. z Norwegii. Norwegia była według Niemców najbardziej aryjskim krajem, dlatego też żołnierze („najlepszej krwi”) zachęcani byli do nawiązywania stosunków z norweskimi kobietami i tak się działo, dobrowolnie lub pod przymusem. Wkrótce wiele kobiet norweskich urodziło aryjskie potomstwo, częściowo przewiezione do Niemiec, a częściowo umieszczone w ośrodkach zorganizowanych na terenie Norwegii. Rozpoczęto poza tym akcję „przywłaszczania” dzieci z krajów okupowanych, które następnie przewożono do ośrodków Lebensborn i tam je germanizowano. Tworzone też były ośrodki na terenach podbitych.
Największym zainteresowaniem cieszyły się sierocińce. Dzieci najpierw trafiały do Lebensborn, a później przekazywano je do rodzin – członków SS, w celu dalszego ich germanizowania; dzieci w wieku 6–12 lat przesyłano do Niemieckich Szkół Ojczyźnianych w celu dalszej indoktrynacji, nazywano je „niemieckimi sierotami z odzyskanych ziem wschodnich”.
Na terenach polskich istniały centrale Lebensborn (z kilkoma podległymi placówkami) w Krakowie i Poznaniu, w Bydgoszczy, w Helenowie pod Łodzią – „obóz poprawy rasy nordyckiej” „na odzyskanych ziemiach wschodnich” (nazwy oryginalne cytowane przez Hrabara) oraz w Otwocku i w Smoszewie k. Krotoszyna. Ośrodki te dysponowały własnymi biurami meldunkowymi i urzędami stanu cywilnego, co miało zapewnić utrzymanie w tajemnicy pochodzenia dziecka lub zmiany jego tożsamości w przypadku porwania dzieci z okupowanych krajów.
Działalność Lebensborn prowadzona była w głębokiej sprzeczności z prawem międzynarodowym i prawem poszczególnych krajów podbitych, była oczywiście także niezgodna z prawem niemieckim; dopuszczano się wszelkich możliwych fałszerstw, np. fałszowano metryki urodzenia dzieci oraz inne dane. Do akcji tuszowania pochodzenia dzieci włączyło się Ministerstwo Spraw Wewnętrznych Rzeszy. Aby całkowicie zatrzeć ślady pochodzenia dzieci, wydano poufne zarządzenie w 1942 r., o czym mówią akta ósmego procesu norymberskiego w dokumencie NO-2793. Na mocy tego zarządzenia np. Dom Dziecka w Kaliszu przystosowano do badań rasowych dzieci polskich przed wcieleniem ich do Lebensborn. Dom ten nazwano Gaukinderheim, do którego specjalnie powołano biuro meldunkowe. Zabierano także dzieci z innych krajów, np. z terenów Jugosławii, gdzie w ich obronie powstał ruch oporu, składający się w dużej mierze z rodziców i krewnych dzieci, który został krwawo zdławiony, tzn. mężczyzn rozstrzelano, a kobiety umieszczono w obozach koncentracyjnych. Dzieci natomiast przewiezione zostały do Rzeszy w celu ich zniemczenia. D. Schmitz-Köster, za Lilienthalem, liczbę zgermanizowanych polskich dzieci (tych spełniających wymogi rasowe) szacuje na 250–300, ale Hrabar twierdzi, że było ich znacznie więcej.

## Higiena ras w nazistowskiej polityce
Nazizm niezwykle umiejętnie wykorzystywał idee eugeniczne w celu zdobycia władzy i później – umocnienia swego panowania; posługiwał się narzędziem eugenicznym do zhierarchizowania ras (narodów) i – według kryterium rasowego – do eliminowania ras „niższych”. Broszura pt. Der Untermensch (wydana przez Urząd Główny SS w 1935 r.) precyzowała, jak należy postrzegać osoby należące do „podrasy”, „podludzi”:

Tak, jak noc powstaje przeciwko dniowi, tak jak światło i cień są sobie wiecznie wrogami, tak największym wrogiem człowieka panującego nad ziemią jest sam człowiek. Podczłowiek – ten biologicznie pozornie całkowicie tak samo ukształtowany twór przyrody, posiadający ręce i nogi, rodzaj mózgu, oczy i usta, jest jednak kreaturą zupełnie odmienną, straszliwą, jest tylko surowym szkicem człowieka, o podobnych do człowieka rysach twarzy – ale duchowo, jeśli idzie o duszę, stoi niżej od jakiegokolwiek zwierzęcia… Podczłowiek – nic innego. Bowiem nie wszystko, co nosi ludzką twarz, jest sobie równe. Biada temu, kto o tym zapomniał.

Nieludzkie i szokujące traktowanie ludzi przez hitlerowców (przed II wojną światową i w jej trakcie) może wynikać z eugenicznej indoktrynacji i wpajania nienawiści, jaką powinni kierować się „prawdziwi” Niemcy. Służyć temu miała przebiegła propaganda eugeniczna. Eugenika w istotny sposób ukształtowała poglądy nie tylko Hitlera i nazistowskich przywódców. Kształtowała też mentalność ludzi wykształconych, ale i tych prostszych.

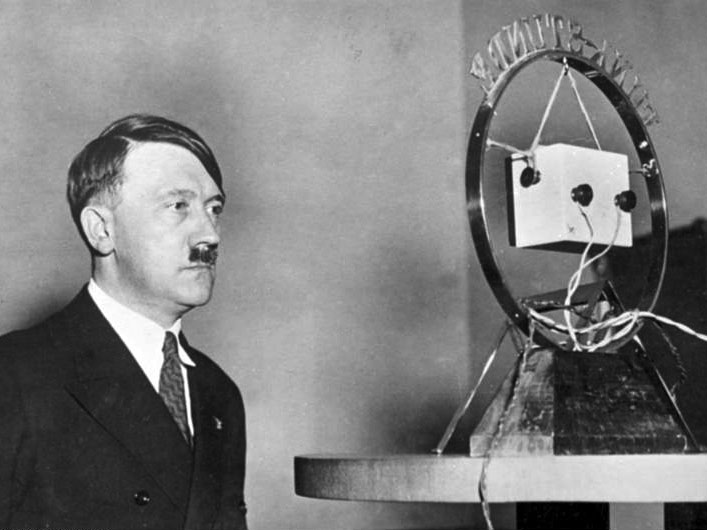
Adolf Hitler przemawia przez radio

Idee eugeniczne okazały się niezwykle przydatne zwłaszcza po zjednoczeniu Niemiec (1871 r.) do umocnienia i ujednolicenia społeczeństwa oraz do wyrobienia wspólnej świadomości narodowej. Odpowiadały one doskonale aspiracjom narodu niemieckiego, dążącego do dominacji w Europie, jako „spadkobiercy” Cesarstwa Rzymskiego, jako rasy wyższej, lepszej od innych narodów. Ten duch narodu niemieckiego (o którym tyle się mówiło), pełen pychy i zarozumialstwa, ukształtowany przez wieki, podsycany był zewsząd przez twórców oraz aktywistów społecznych i politycznych. Wiara w wyższość narodu niemieckiego (w szczególności nordyków) była na terenie Niemiec powszechna i nieudawana. Eugenika miała służyć do utrzymania wysokiej jakości rasy niemieckiej, a nawet ją wzmocnić przez „oczyszczanie”. Miała pomóc w przezwyciężeniu niekorzystnych nastrojów, kompleksów, marazmu, które to pojawiły się w wyniku przegranej wojny, przetaczających się rozruchów politycznych oraz kryzysu ekonomicznego. Zrodził się nawet pogląd, że przyczyn upadku społecznego morale i kryzysu nie należy upatrywać jedynie w mechanizmach gospodarczych, ale także w postępującej degeneracji rasy, w której coraz więcej jest osób dysgenicznych, niezaradnych czy aspołecznych. (Przekonanie to zresztą było też obecne w innych krajach Europy, a nawet za oceanem). Eugenika stanowiła zatem instrument konsolidacji narodu niemieckiego wokół nowych idei, dawała realną nadzieję na jego odnowę.
A. Hitler przekonywał, że

[v]olkistowskie państwo powinno w pierwszej kolejności podnieść małżeństwo z poziomu nieustannego skandalu rasowego. Powinno też nadać małżeństwu świętość instytucji, powołanej do płodzenia istot stworzonych na podobieństwo Boże, a nie do rodzenia potworów, które są mieszaniną człowieka i małpy.

Nie pozostawiał złudzeń, że małżeństwo nie jest celem samym w sobie, lecz musi służyć większości, to jest służyć liczebnemu wzrostowi (zdrowej) rasy i podtrzymywaniu gatunku ludzkiego. Taki jest wyłącznie jego sens i cel. Eugenika wynikała z jego głębokich przekonań i jednocześnie kształtowała jego przekonania oraz pomagała mu realizować inne koncepcje. Naziści od początku swej publicznej aktywności stosowali rasistowsko-eugeniczną retorykę.
Hitler, do którego należały ostateczne rozstrzygnięcia w kwestiach rasowych, głosił przekonanie, że nierówność ras i jednostek jest jednym z praw natury. „Cywilizowanie” np. osób czarnoskórych uważał za głupie i nieefektywne, a w dodatku wbrew naturze. Eugenika, czyli doskonalenie rasy, wpisywała się w tego typu mentalność. Miała dopełnić to, w co już większość wierzyła, likwidując ostatecznie dysgeniczne „odpadki” narodu. Ideologia nazistowska opierała się na dogmacie nierówności rasowej populacji ludzkiej, obecnej nie tylko pomiędzy ludźmi o różnym kolorze skóry, ale i w obrębie rasy białej, a także wśród członków własnego narodu. Zasadę tę można było stosować według własnego uznania, w stosunku do różnych narodów, grup czy osób. Zatem nikt właściwie nie mógł być pewien, czy kiedykolwiek nie będzie tej zasadzie podlegał.
Najsilniejsze rasy i jednostki będą zwyciężać i to one są przeznaczone do pełnienia misji dziejowej. Ale jest twardy warunek – niekrzyżowania ras, które już spowodowało „skundlenie” wartościowych ras i nadal powoduje ustawiczne obniżanie poziomu tej najlepszej z ras (tj. germańskiej). Hitler zapowiedział zwalczanie mechanizmów stwarzających szanse gorszym osobnikom w obrębie rasy i przywrócenie siły naturalnej selekcji. Oczywiście obchodziła go wyłącznie rasa nordycka, niemiecka, ponieważ, jak widać z następującego cytatu, miał dalekosiężne plany, wymagające udziału najzdolniejszych i najsilniejszych osób, które chciał w możliwie szybkim czasie wyselekcjonować. „Wszyscy przeczuwamy, że kiedyś w dalekiej przyszłości człowiek może stanąć wobec problemów, do których rozwiązania będzie powołana tylko najwyższa rasa, jako naród panów, dysponujący środkami i możliwościami całej kuli ziemskiej”.
Wkrótce po objęciu stanowiska kanclerza Trzeciej Rzeszy, gdy wydarzenia międzynarodowe i sytuacja w kraju umocniły pozycję Hitlera, zabrał się on niezwłocznie do intensywnego „porządkowania” spraw narodowych. W 1935 r. (15 września) zostały uchwalone przez Reichstag i ogłoszone w Norymberdze (na zjeździe NSDAP) ustawy rasowe, wyłączające z obywatelstwa Żydów i Romów oraz mówiące o ochronie krwi niemieckiej i niemieckiej czci, a także o barwach i fladze Niemiec. Na mocy tych ustaw Żydów pozbawiono obywatelstwa, ochrony prawnej, zakazano zawierania małżeństw mieszanych między Niemcami a Żydami, a także zatrudniania służby niemieckiej w domach żydowskich.
Hitler miał obsesję na punkcie likwidacji narodu żydowskiego. Wiele miejsca w Mein Kampf poświęcił Żydom, dobierając możliwie jak najgorsze określenia. Po uzyskaniu władzy sam najczęściej rozstrzygał kwestie rasowe, z czasem wyspecjalizowały się instytucje i osoby, zajmujące się tylko sprawą narodu żydowskiego i „ostatecznym rozwiązaniem”. Chodzi głównie o Eichmanna. Co do jego roli w zagładzie Żydów Hannah Arendt pisze: „Pod względem technicznym i organizacyjnym Eichmann nie zajmował zbyt wysokiej pozycji, jego stanowisko stało się tak istotne tylko dlatego, że kwestia żydowska – z powodów czysto ideologicznych – z każdym dniem, tygodniem i miesiącem wojny zyskiwała coraz większe znaczenie, aż w latach klęski – począwszy od roku 1943 – urosła do rozmiarów zgoła niewiarygodnych”.
Kwestia żydowska nie była nowa, ponieważ zagadnienie to znalazło się w programie NSDAP już w 1920 r. i, jak podaje Eberhard Jäckel, Hitler wielokrotnie w swych wystąpieniach wracał do tego tematu – niekiedy parafrazował treść programu partii, ale często sam radykalizował zapisy programowe.
Ustawy norymberskie nie od razu opublikowano, najpierw zostały poddane obróbce prawników. Określono tam, kto jest Volljude (pełnym Żydem), a kto nie jest, kto Mischlingem (pół-Żydem I lub II stopnia), a kto jest Geltungsjude (stuprocentowym Żydem). Jednakże tym ostatnim mianem określano także konwertytę, który przeszedł na judaizm, lub osobę posiadającą małżonka żydowskiego i wychowującą w tej tradycji dzieci, czyli osobę uznaną – według ustawy – za Żyda. Ustawa była nowelizowana, dokładano do niej nowe rozporządzenia, zatem to, kogo i w jakim stopniu uznać za Żyda, zmieniało się. W praktyce jednak najczęściej przyjmowano zasadę ustalania pochodzenia na podstawie kryterium przynależności religijnej dziadków, co było szybsze niż szczegółowe badania biologiczne (rasowe), przeprowadzane przez uczonych antropologów. Zdarzało się, że Żydów kwalifikowano nawet po wyglądzie, np. po wydatnym nosie, ciemnych włosach i oczach. Zakazano też Żydom pełnienia funkcji urzędowych, służby w wojsku (poza najniższymi dwoma stopniami), pozbawiono ich ochrony własności, zezwalano na rozwiązanie małżeństw mieszanych. Na mocy ustawy istnieli obywatele państwa oraz obywatele Rzeszy. Obywatelami Rzeszy mogły być osoby wyłącznie krwi niemieckiej, natomiast obywatelami państwa – pozostałe, które wprawdzie miały podlegać pewnej ochronie, ale w praktyce niewiele to znaczyło. „W ten sposób stworzono narzędzie, które pozwalało narzucać Żydom – ze względu na ich przynależność do «związku ochronnego» – coraz więcej powinności, a równocześnie stopniowo pozbawiać ich wszelkich praw”.
Żołnierze pochodzenia żydowskiego często chcieli się wykazać w walce, żeby „udowodnić” swoje oddanie sprawie niemieckiej, i nierzadko, aby uratować swoje życie lub życie najbliższych. Obywatel niemiecko-żydowski, który służył w armii, udowadniał sobie, że nie należy do rasy „podludzi”. Wielu z nich uwielbiało nawet Hitlera i wiwatowało na jego cześć, chociaż później niektórzy zostali zesłani do obozu koncentracyjnego. Losy mischlingów i małżeństw mieszanych były niezwykle zawiłe i poddane najwyższej próbie. Często dzieci mieszanych małżeństw wychowywane były w tradycji niemieckiej i nawet nie znały swego pochodzenia, więc kiedy nagle dowiadywały się w brutalny sposób prawdy, przeżywały wielki szok. Narażone też były na drastyczne przeżycia, gdy jedno z rodziców czy dziadkowie, będąc Aryjczykami, wypierali się ich. Z kolei niearyjscy partnerzy niekiedy porzucali swych aryjskich małżonków oraz swe dzieci, by uchronić rodzinę lub siebie od szykan i represji, czasem nawet przez samobójstwo. Proces asymilacji sporej części narodu żydowskiego sprawił, że realizowanie ustaw rasowych napotykało na niemałe trudności w ustalaniu narodowości żydowskiej. Problem ten dotyczył obu stron, tj. zarówno strony niemieckiej, jak i gmin żydowskich, gdzie także ścierały się różne poglądy w ustalaniu tożsamości żydowskiej.
W ideologii eugenicznej brane były pod uwagę również względy ekonomiczne, które pobudzały potrzebę zastosowania eugeniki negatywnej i zapobiegawczej. Jak wskazują niektórzy autorzy, motyw oszczędności – de facto rabunku – przyświecał nawet „ostatecznemu rozwiązaniu kwestii żydowskiej”, a więc był uwzględniany w procesie projektowania (i realizacji) największego w dziejach świata aktu ludobójstwa – Holocaustu.

Bestialstwo zawsze było nieodłączną cechą eugeniki, toteż stwierdzenie Haeckela, że eutanazja «oszczędziłaby rodzinie i państwu zbędnych wydatków», dobrze ją charakteryzuje.